# Paeksang Arts Awards
A Paeksang Arts Awards vagy Baeksang Arts Awards (hangul: 백상예술대상, Pekszang jeszul teszang, handzsa: 百想藝術大賞, RR: Baeksang yesul daesang) 1965-ben alapított dél-koreai filmes díj. A díjat a Hankook Ilbo napilap alapítója, Csang Gijong (장기영, Jang Gi-yeong) hozta létre. A díjátadót Szöulban tartják minden év tavaszán. A díjkiosztón mozifilmeket és televíziós műsorokat egyaránt jutalmaznak.

## Filmes díjak

### Nagydíj
| #  | Év   | Díjazott                                 | Film                                                |
| -- | ---- | ---------------------------------------- | --------------------------------------------------- |
| 34 | 1998 |                                          | Hedangdzsak omnum (해당작 없음, Haedangjak omneum)  |
| 35 | 1999 | Kang Dzsegju (강제규, Kang Je-gyu)       | Süri (쉬리, Shiri)                                  |
| 36 | 2000 | Im Gvonthek (임권택, Im Kwon-taek)       | Cshunhjangdjon (춘향뎐, Chunhyangdyeon)             |
| 37 | 2001 |                                          | Libera Me                                           |
| 38 | 2002 | Szol Gjonggu (설경구, Sol Kyung-gu)      | Public Enemy                                        |
| 39 | 2003 |                                          | Hazafelé                                            |
| 40 | 2004 | Kang Uszok (강우석, Kang Woo-suk)        | Silmido                                             |
| 41 | 2005 |                                          | Marathon                                            |
| 42 | 2006 |                                          | A király és a bohóc                                 |
| 43 | 2007 |                                          | Tazza: The High Rollers                             |
| 44 | 2008 |                                          | Az üldöző (Cshugjokcsa (추격자, Chugyeokja)         |
| 45 | 2009 | Kang Uszok (강우석, Kang Woo-suk)        | Public Enemy Returns                                |
| 46 | 2010 | Jun Dzsegjun (윤제균, Yoon Je-kyoon)     | Cunami (Heunde (해운대, Haeundae)                   |
| 47 | 2011 | I Bjonghon (이병헌, Lee Byung-hun)       | Angmarul poatta                                     |
| 48 | 2012 |                                          | Nameless Gangster                                   |
| 49 | 2013 | Lju Szungnjong (류승룡, Ryu Seung-ryong) | Csoda a hetes számú cellában                        |
| 50 | 2014 | Szong Gangho (송강호, Song Kang-ho)      | The Attorney                                        |
| 51 | 2015 | Cshö Minsik (최민식, Choi Min-sik)       | The Admiral: Roaring Currents                       |
| 52 | 2016 | I Dzsunik (이준익, Lee Joon-ik)          | Dongju: The Portrait of a Poet, A trón              |
| 53 | 2017 | Pak Cshanuk (박찬욱, Park Chan-uk)       | A szobalány                                         |
| 54 | 2018 |                                          | 1987: When the Day Comes                            |
| 55 | 2019 | Csong Uszong (Jeong Woo-seong)           | Innocent Witness                                    |
| 56 | 2020 | Pong Dzsunho (Bong Jun-ho)               | Élősködők                                           |
| 57 | 2021 |                                          | Csaszanobo (Jasaneobo) (자산어보, The Book of Fish) |

### Legjobb film
| #  | Év   | Díjazott |
| -- | ---- | --- |
| 34 | 1998 | Augusztusi karácsony                                                                                             |
| 35 | 1999 | Süri (쉬리, Shiri)                                                                                               |
| 36 | 2000 | The Spy |
| 37 | 2001 | Libera Me |
| 38 | 2002 | Waikiki Brothers                                                                                                 |
| 39 | 2003 | Oázis (Oasiszu (오아시스, Oasiseu)                                                                               |
| 40 | 2004 | Harcosok szövetsége (Thegukki (태극기, Taegukgi)                                                                 |
| 41 | 2005 | Az elnök utolsó durranása (Kutte ku szaramdul (그때 그사람들, Geudttae Geusaramdeul)                             |
| 42 | 2006 | Blood Rain |
| 43 | 2007 | A gazdatest (Kömul (괴물, Goemul)                                                                                |
| 44 | 2008 | Forever the Moment                                                                                               |
| 45 | 2009 | Viva! Love |
| 46 | 2010 | Nemzeti válogatott                                                                                               |
| 47 | 2011 | Bácsi (Adzsossi (아저씨, Ajeossi)                                                                                |
| 48 | 2012 | Unbowed |
| 49 | 2013 | A férfi, aki királyt játszott (Kvanghe: vangi tön namdzsa (광해: 왕이 된 남자, Gwanghae: Wang-i Doen Namja)      |
| 50 | 2014 | The Attorney |
| 51 | 2015 | Revivre |
| 52 | 2016 | A bérgyilkosság                                                                                                  |
| 53 | 2017 | Kokszongi sirató (The Wailing)                                                                                   |
| 54 | 2018 | The Fortress |
| 55 | 2019 | The Spy Gone North                                                                                               |
| 56 | 2020 | Élősködők |
| 57 | 2021 | Szamdzsin Gurup jongothoikpan (Samjin Geurup yeongeotoikban) (삼진그룹 영어토익반, Samjin Company English Class) |

### Legjobb rendező
| #  | Év   | Díjazott                                | Film |
| -- | ---- | --------------------------------------- | --- |
| 34 | 1998 | Csong Dzsijong (정지영, Chung Ji-young) | Blackjack                                                                                                   |
| 35 | 1999 | Kang Dzsegju (강제규, Kang Je-gyu)      | Süri (쉬리, Shiri)                                                                                          |
| 36 | 2000 | Im Gvonthek (임권택, Im Kwon-taek)      | Cshunhjangdjon (춘향뎐, Chunhyangdyeon)                                                                     |
| 37 | 2001 | Pak Cshanuk (박찬욱, Park Chan-wook)    | Demilitarizált övezet: JSA (Kongdonggjongbigujok JSA (공동경비구역 JSA, Gongdonggyeongbiguyeok JSA)         |
| 38 | 2002 | Ho Dzsinho (허진호, Hur Jin-ho)         | One Fine Spring Day                                                                                         |
| 39 | 2003 | I Cshangdong (이창동, Lee Chang-dong)   | Oázis (Oasiszu (오아시스, Oasiseu)                                                                          |
| 40 | 2004 | Pak Cshanuk (박찬욱, Park Chan-wook)    | Oldboy |
| 41 | 2005 | Pak Hungsik (박흥식, Park Heung-shik)   | Anyám, a sellő                                                                                              |
| 42 | 2006 | I Mjongsze (이명세, Lee Myung-se)       | Duelist (Hjongsza (형사, Hyeongsa)                                                                          |
| 43 | 2007 | Cshö Donghun (최동훈, Choi Dong-hoon)   | Tazza: The High Rollers                                                                                     |
| 44 | 2008 | I Cshangdong (이창동, Lee Chang-dong)   | Rejtett napfény                                                                                             |
| 45 | 2009 | I Jungi (이윤기, Lee Yoon-ki)           | My Dear Enemy                                                                                               |
| 46 | 2010 | Csang Hun (장훈, Jang Hoon)             | Vértestvérek (Ihjongdzse (의형제, Uihyeongje)                                                               |
| 47 | 2011 | I Cshangdong (이창동, Lee Chang-dong)   | Poézis – Mégis szép az élet (Si, 시)                                                                        |
| 48 | 2012 | Pjon Jongdzsu (변영주, Byun Young-joo)  | Helpless |
| 49 | 2013 | Cshu Cshangmin (추창민, Choo Chang-min) | A férfi, aki királyt játszott (Kvanghe: vangi tön namdzsa (광해: 왕이 된 남자, Gwanghae: Wang-i Doen Namja) |
| 50 | 2014 | Pong Dzsunho (봉준호, Bong Joon-ho)     | Snowpiercer – Túlélők viadala                                                                               |
| 51 | 2015 | Kim Szonghun (김성훈, Kim Seong-hun)    | A Hard Day                                                                                                  |
| 52 | 2016 | Rju Szungvan (류승완, Ryu Seung-wan)    | Veterán |
| 53 | 2017 | Kim Dzsiun (김지운, Kim Ji-un)          | Árnyak ideje (The Age of Shadows)                                                                           |
| 54 | 2018 | Kim Jonghva (Kim Yong-hwa)              | Harcban az istenekkel: A két világ                                                                          |
| 55 | 2019 | Kang Hjongcshol (Kang Hyeong-cheol)     | Swing Kids                                                                                                  |
| 56 | 2020 | Kim Bora                                | House of Hummingbird                                                                                        |
| 57 | 2021 | Hong Idzsong (Hong Eui-jeong)           | Szorido opsi (Sorido eobsi) (소리도 없이, Voice of Silence)                                                 |

### Legjobb színész
| #  | Év   | Díjazott                                                                | Film                                                                |
| -- | ---- | ----------------------------------------------------------------------- | ------------------------------------------------------------------- |
| 34 | 1998 | Pak Csunghun (박중훈, Park Joong-hoon)                                  | Hallelujah                                                          |
| 35 | 1999 | Cshö Minsik (최민식, Choi Min-sik)                                      | Süri (쉬리, Shiri)                                                  |
| 36 | 2000 | Pak Csunghun (박중훈, Park Joong-hoon)                                  | Nowhere to Hide                                                     |
| 37 | 2001 | Cshö Minszu (최민수, Choi Min-soo)                                      | Libera Me                                                           |
| 38 | 2002 | Cso Dzsehjon (조재현, Cho Jae-hyun)                                     | Bad Guy                                                             |
| 39 | 2003 | Csha Szungvon (차승원, Cha Seung-won)                                   | Jail Breakers                                                       |
| 40 | 2004 | Cshö Minsik (최민식, Choi Min-sik)                                      | Oldboy                                                              |
| 41 | 2005 | Cso Szungu (조승우, Jo Seung-woo)                                       | Marathon                                                            |
| 42 | 2006 | I Bjonghon (이병헌, Lee Byung-hun)                                      | Keserédes élet (Talkhoman inszeng ( 달콤한 인생, Dalkomhan insaeng) |
| 43 | 2007 | Rju Szungbom (류승범, Ryoo Seung-bum)                                   | Véres nyakkendő (Szaszeng kjoldan (사생결단, Sasaeng gyeoldan)      |
| 44 | 2008 | Im Cshangdzsong (임창정, Im Chang-jung)                                 | Scout                                                               |
| 45 | 2009 | Csu Dzsinmo (주진모, Joo Jin-mo)                                        | A Frozen Flower                                                     |
| 46 | 2010 | Ha Dzsongu (하정우, Ha Jung-woo)                                        | Nemzeti válogatott                                                  |
| 47 | 2011 | Ha Dzsongu (하정우, Ha Jung-woo)                                        | A Sárga-tenger (Hvang he (황해, Hwang hae)                          |
| 48 | 2012 | An Szonggi (안성기, Ahn Sung-ki)                                        | Unbowed                                                             |
| 49 | 2013 | Ha Dzsongu (하정우, Ha Jung-woo)                                        | A Berlin-akta                                                       |
| 50 | 2014 | Szol Gjonggu (설경구, Sol Kyung-gu)                                     | Szovon                                                              |
| 51 | 2015 | I Szonggjun (이선균, Lee Sun-kyun) Cso Dzsinung (조진웅, Cho Jin-woong) | Egy nehéz nap                                                       |
| 52 | 2016 | I Bjonghon (이병헌, Lee Byeong-heon)                                    | Inside Men                                                          |
| 53 | 2017 | Szong Gangho (송강호, Song Gang-ho)                                     | Árnyak ideje                                                        |
| 54 | 2018 | Kim Junszok (김윤석, Kim Yun-seok)                                      | 1987: When the Day Comes                                            |
| 55 | 2019 | I Szongmin (이성민, Lee Seong-min)                                      | The Spy Gone North                                                  |
| 56 | 2020 | I Bjonghon (Lee Byung-hun)                                              | The Man Standing Next                                               |
| 57 | 2021 | Ju Ain (유아인, Yu Ain)                                                 | Szorido opsi (Sorido eobsi) (소리도 없이, Voice of Silence)         |

### Legjobb színésznő
| #  | Év   | Díjazott                               | Film                                                                                                  |
| -- | ---- | -------------------------------------- | --- |
| 34 | 1998 | Sim Unha (심은하, Shim Eun-ha)         | Augusztusi karácsony                                                                                  |
| 35 | 1999 | Cson Dojon (전도연, Jeon Do-yeon)      | A Promise                                                                                             |
| 36 | 2000 | Kang Szujon (강수연, Kang Soo-yeon)    | Rainbow Trout                                                                                         |
| 37 | 2001 | Cson Dojon (전도연, Jeon Do-yeon)      | I Wish I Had a Wife                                                                                   |
| 38 | 2002 | Pe Duna (배두나, Bae Doona)            | Vigyázz a cicámra! (Kojangirul puthakhe ( 고양이를 부탁해, Goyangireul Butakhae)                      |
| 39 | 2003 | Om Dzsonghva (엄정화, Uhm Jung-hwa)    | Marriage is a Crazy Thing                                                                             |
| 40 | 2004 | Kim Hanul (김하늘, Kim Ha-neul)        | Too Beautiful to Lie                                                                                  |
| 41 | 2005 | Kim Hjeszu (김혜수, Kim Hye-soo)       | Hypnotized                                                                                            |
| 42 | 2006 | I Jonge (이영애, Lee Young-ae)         | Lady Vengeance – A bosszú asszonya (Cshindzsolhan Gumdzsa-ssi (친절한 금자씨, Chinjeolhan Geumja-ssi) |
| 43 | 2007 | Jom Dzsonga (염정아, Yeom Jeong-ah)    | The Old Garden                                                                                        |
| 44 | 2008 | Kim Minhi (김민희, Kim Min-hee)        | Hellcats                                                                                              |
| 45 | 2009 | Szon Jedzsin (손예진, Son Ye-jin)      | My Wife Got Married                                                                                   |
| 46 | 2010 | Ha Dzsivon (하지원, Ha Ji-won)         | Closer to Heaven                                                                                      |
| 47 | 2011 | Tang Vej (汤唯, Tang Wei)              | Late Autumn                                                                                           |
| 48 | 2012 | Om Dzsonghva (엄정화, Uhm Jung-hwa)    | Dancing Queen                                                                                         |
| 49 | 2013 | Kim Minhi (김민희, Kim Min-hee)        | Very Ordinary Couple                                                                                  |
| 50 | 2014 | Sim Ungjong (심은경, Shim Eun-kyung)   | Nagyanyó kisasszony                                                                                   |
| 51 | 2015 | Jom Dzsonga (염정아, Yum Jung-ah)      | Cart                                                                                                  |
| 52 | 2016 | Cson Dojon (전도연, Jeon Do-yeon)      | The Shameless                                                                                         |
| 53 | 2017 | Szon Jedzsin (손예진, Son Ye-jin)      | The Last Princess                                                                                     |
| 54 | 2018 | Na Munhi (나문희, Na Mun-hui)          | I Can Speak                                                                                           |
| 55 | 2019 | Han Dzsimin (한지민, Han Ji-min)       | Miss Baek                                                                                             |
| 56 | 2020 | Cson Dojon (전도연, Jeon Do-yeon)      | Birthday                                                                                              |
| 57 | 2021 | Cson Dzsongszo (전종서, Jeon Jong-seo) | Khol (Kol) (콜, The Call)                                                                             |

### Legjobb férfi mellékszereplő
| #  | Év   | Díjazott                                | Film                                                                                          |
| -- | ---- | --------------------------------------- | --------------------------------------------------------------------------------------------- |
| 49 | 2013 | Ma Dongszok (마동석, Ma Dong-seok)      | The Neighbor                                                                                  |
| 50 | 2014 | I Dzsongdzse (이정재, Lee Jung-jae)     | Az arcismerő (The Face Reader)                                                                |
| 51 | 2015 | Ju Hedzsin (유해진, Yoo Hae-jin)        | Kalózok (The Pirates)                                                                         |
| 52 | 2016 | I Gjongjong ( 이경영, Lee Gyeong-yeong) | Minority Opinion                                                                              |
| 53 | 2017 | Kim Iszong (김의성, Kim Ui-seong)       | Vonat Busanba – Zombi expressz                                                                |
| 54 | 2018 | Pak Hiszun (박희순, Park Hui-sun)       | 1987: When the Day Comes                                                                      |
| 55 | 2019 | Kim Dzsuhjok (김주혁 , Kim Ju-hyeok)    | Believer                                                                                      |
| 56 | 2020 | I Gvangszu (Lee Gwang-su)               | Inseparable Bros                                                                              |
| 57 | 2021 | Pak Csongmin (박정민, Park Jeongmin)    | Taman ageszo kuhaszoszo (Daman ageseo guhasoseo) (다만 악에서 구하소서, Deliver Us from Evil) |

### Legjobb női mellékszereplő
| #  | Év   | Díjazott                             | Film                                          |
| -- | ---- | ------------------------------------ | --------------------------------------------- |
| 49 | 2013 | Cso Undzsi (조은지, Jo Eun-ji)       | The Concubine                                 |
| 50 | 2014 | Csin Gjong (진경, Jin Kyung)         | Cold Eyes                                     |
| 51 | 2015 | Kim Hodzsong (김호정, Kim Ho-jeong)  | Revivre                                       |
| 52 | 2016 | Ra Miran (라미란)                    | The Himalayas                                 |
| 53 | 2017 | Kim Szodzsin (김소진, Kim So-jin)    | The King                                      |
| 54 | 2018 | I Szugjong (이수경, Lee Su-gyeong)   | Heart Blackened                               |
| 55 | 2019 | Kvon Szohjon (권소현, Kwon So-hyeon) | Miss Baek                                     |
| 56 | 2020 | Kim Szebjok (김새벽, Kim Sae-byeok)  | House of Hummingbird                          |
| 57 | 2021 | Kim Szonjong (김선영, Kim Seonyeong) | Sze csame (Se jamae) (세 자매, Three Sisters) |

### Legjobb forgatókönyv
| #  | Év   | Díjazott                                                                      | Film                                                                               |
| -- | ---- | ----------------------------------------------------------------------------- | ---------------------------------------------------------------------------------- |
| 34 | 1998 | Szong Nunghan (송능한, Song Neung-han)                                        | No. 3                                                                              |
| 35 | 1999 | Kim Szongszu (김성수, Kim Sung-su)                                            | City of the Rising Sun                                                             |
| 36 | 2000 | Csang Dzsin (장진, Jang Jin)                                                  | The Spy                                                                            |
| 37 | 2001 | Ko Unnim (고은님, Go Eun-nim)                                                 | Bungee Jumping of Their Own                                                        |
| 38 | 2002 | Szong Minho (송민호, Song Min-ho) Csang Hjonszu (장현수, Jang Hyun-soo)       | Raybang                                                                            |
| 39 | 2003 | Pak Csongu (박정우, Park Jung-woo)                                            | Break Out                                                                          |
| 40 | 2004 | Ju Ha (유하, Yoo Ha)                                                          | Once Upon a Time in High School                                                    |
| 41 | 2005 | Csong Juncshol (정윤철, Jeong Yoon-chul)                                      | Marathon                                                                           |
| 42 | 2006 | Ko Junhi (고윤희, Go Yoon-hee)                                                | Rules of Dating                                                                    |
| 43 | 2007 | I Hejong (이해영, Lee Hae-young) I Hedzsun ( 이해준, Lee Hae-joon)            | Like a Virgin                                                                      |
| 44 | 2008 | Kim Hjonszok (김현석, Kim Hyun-seok)                                          | Scout                                                                              |
| 45 | 2009 | Kang Hjongcshol (강형철, Kang Hyeong-cheol)                                   | Pletykalavina (Kvaszok szukhendul (과속스캔들, Gwasok Seukaendeul)                 |
| 46 | 2010 | Csang Minszok (장민석, Jang Min-seok)                                         | Vértestvérek (Ihjongdzse (의형제, Uihyeongje)                                      |
| 47 | 2011 | Juk Szanghjo (육상효, Yook Sang-hyo)                                          | He's on Duty                                                                       |
| 48 | 2012 | Cson Gjeszu (전계수, Jeon Kye-soo)                                            | Love Fiction                                                                       |
| 49 | 2013 | Csong Bjonggil (정병길, Jeong Byeong-gil)                                     | Confession of Murder                                                               |
| 50 | 2014 | Kim Dzsihje (Kim Ji-hye) Cso Dzsunghun ( Jo Joong-hoon)                       | Szovon                                                                             |
| 51 | 2015 | Kim Gjongcshan (김경찬, Kim Gyeong-chan)                                      | Cart                                                                               |
| 52 | 2016 | An Gukcsin (안국진, An Guk-jin)                                               | Alice in Earnestland                                                               |
| 53 | 2017 | Jun Gaun (윤가은, Yun Ga-eun)                                                 | The World of Us                                                                    |
| 54 | 2018 | Kim Gjongcshan (김경찬, Kim Kyeong-chan)                                      | 1987: When the Day Comes                                                           |
| 55 | 2019 | Kvak Kjongthek (곽경택, Kwak Gyeong-taek), Kim Thegjun (김태균, Kim Tae-gyun) | Dark Figure of Crime                                                               |
| 56 | 2020 | I Szanggun (이상근, Lee Sang-geun)                                            | Exit                                                                               |
| 57 | 2021 | Pak Csivan (박지완, Park Ji-wan)                                              | Nega csukton nal (Naega jukdeon nal) (내가 죽던 날, The Day I Died: Unclosed Case) |

### Legjobb új rendező
| #  | Év   | Díjazott                                 | Film                                                             |
| -- | ---- | ---------------------------------------- | ---------------------------------------------------------------- |
| 35 | 1999 | I Gvangmo (이광모, Lee Kwang-mo)         | Spring in My Hometown                                            |
| 37 | 2001 | Pak Cshanuk (박찬욱, Park Chan-wook)     | I Wish I Had a Wife                                              |
| 38 | 2002 | Jun Dzsongcshan (윤종찬, Yoon Jong-chan) | Szorum (소름, Sorum)                                             |
| 39 | 2003 | Kim Hjonszok (김현석, Kim Hyun-seok)     | YMCA Baseball Team                                               |
| 40 | 2004 | I Szujon (이수연, Lee Su-yeon)           | The Uninvited                                                    |
| 41 | 2005 | Kim Szuhjon (김수현, Kim Su-hyeon)       | So Cute                                                          |
| 42 | 2006 | Kim Deu (김대우, Kim Dae-woo)            | Erkölcstelen tudós                                               |
| 43 | 2007 | Cson Gjeszu (전계수, Jeon Kye-soo)       | Midnight Ballad for Ghost Theater                                |
| 44 | 2008 | Na Hongdzsin (나홍진, Na Hong-jin)       | Az üldöző (Cshugjokcsa (추격자, Chugyeokja)                      |
| 45 | 2009 | I Cshongnjol (이충렬, Lee Chung-ryul)    | Old Partner                                                      |
| 46 | 2010 | I Hodzse (이호재, Lee Ho-jae)            | The Scam                                                         |
| 47 | 2011 | Kim Jongthek (김영탁, Kim Young-taek)    | Hello Ghost                                                      |
| 48 | 2012 | Im Cshanik (임찬익, Im Chan-ik)          | Officer of the Year (Cshephjovang (체포왕, Chepyowang)           |
| 49 | 2013 | Cso Szonghi (조성희, Jo Sung-hee)        | A farkasfiú (Nukte szonjon (늑대소년, Neukdae Sonyeon)           |
| 50 | 2014 | Jang Uszok (Yang Woo-suk)                | The Attorney                                                     |
| 51 | 2015 | July Jung (정주리)                       | Egy lány az ajtóm előtt                                          |
| 52 | 2016 | Han Dzsunhi (한준희, Han Jun-hui)        | Coin Locker Girl                                                 |
| 53 | 2017 | Jon Szangho (연상호, Yeon Sang-ho)       | Vonat Busanba – Zombi expressz                                   |
| 54 | 2018 | Kang Junszong (강윤성, Kang Yun-seong)   | The Outlaws                                                      |
| 55 | 2019 | I Dzsivon (이지원, Lee Ji-won)           | Miss Baek                                                        |
| 56 | 2020 | Kim Dojong (김도영 , Kim Do-yeong)       | Kim Ji-young: Born 1982                                          |
| 57 | 2021 | Jun Danbi (윤단비, Yun Danbi)            | Nammei jorumbam (Nammaeui yeoreumbam) (남매의 여름밤, Moving On) |

### Legjobb új színész
| #  | Év   | Díjazott                                                              | Film |
| -- | ---- | --------------------------------------------------------------------- | --- |
| 34 | 1998 | Im Cshangdzsong (임창정, Im Chang-jung)                               | Beat |
| 35 | 1999 | I Szongdzse (이성재, Lee Sung-jae)                                    | Art Museum by the Zoo |
| 36 | 2000 | Szol Gjonggu (설경구, Sol Kyung-gu)                                   | Mentolos cukorka (Pakha szatang (박하사탕, Bakha satang)                                                                                |
| 37 | 2001 | Jo Hjonszu (여현수, Yeo Hyun-soo)                                     | Bungee Jumping of Their Own |
| 38 | 2002 | Csong Unthek (정운택, Jung Woon-taek)                                 | Friend |
| 39 | 2003 | Kvon Szangu (권상우, Kwon Sang-woo)                                   | My Tutor Friend |
| 40 | 2004 | Pe Jongdzsun (배용준, Bae Yong-joon)                                  | Eltussolt botrány (Szukhendul - Csoszon namnjo szangjoldzsisza (스캔들 - 조선 남녀 상열지사, Seukandeul - Joseon namnyeo sang'yeoljisa) |
| 41 | 2005 | Jun Gjeszang (윤계상, Yoon Kye-sang)                                  | Flying Boys |
| 42 | 2006 | I Dzsungi (이준기, Lee Jun-ki)                                        | A király és a bohóc |
| 43 | 2007 | Rain                                                                  | Cyborg vagyok, amúgy minden oké |
| 44 | 2008 | Csang Gunszok (장근석, Jang Geun-suk)                                 | The Happy Life |
| 45 | 2009 | Szo Dzsiszop (소지섭, So Ji-sub) Kang Dzsihvan (강지환, Kang Ji-hwan) | Ez csak egy film |
| 46 | 2010 | I Mingi (이민기, Lee Min-ki)                                          | Cunami (Heunde (해운대, Haeundae) |
| 47 | 2011 | T.O.P.                                                                | Pohvaszoguro |
| 48 | 2012 | Kim Szonggjun (김성균, Kim Sung-kyun)                                 | Nameless Gangster |
| 49 | 2013 | Csi Dehan (지대한, Ji Dae-han)                                        | My Little Hero (Mai lithul hioro (마이 리틀 히어로, Mai Liteul hieoro)                                                                  |
| 50 | 2014 | Kim Szuhjon (김수현, Kim Soo-hyun)                                    | Titokban, Délen |
| 51 | 2015 | Pak Jucshon (박유천, Park Yu-cheon)                                   | Ködbe veszve |
| 52 | 2016 | Pak Csongmin (박정민, Park Jeong-min)                                 | Dongju: The Portrait of a Poet |
| 53 | 2017 | Rju Dzsunjol (류준열, Ryu Jun-yeol)                                   | The King |
| 54 | 2018 | Ku Gjohvan (구교환, Gu Gyohwan)                                       | Jane |
| 55 | 2019 | Kim Jonggvang (김영광, Kim Yeong-gwang)                               | On Your Wedding Day |
| 56 | 2020 | Pak Mjonghun (박명훈, Park Myeong-hun)                                | Élősködők |
| 57 | 2021 | Hong Gjong (홍경, Hong Gyeong)                                        | Kjolbek (Gyeolbaek) (결백, Innocence)                                                                                                   |

### Legjobb új színésznő
| #  | Év   | Díjazott                              | Film                                                                             |
| -- | ---- | ------------------------------------- | -------------------------------------------------------------------------------- |
| 34 | 1998 | Cshö Dzsiu (최지우, Choi Ji-woo)      | The Hole                                                                         |
| 35 | 1999 | Cson Dzsihjon (전지현, Jeon Ji-hyun)  | White Valentine                                                                  |
| 36 | 2000 | minden szereplő                       | Memento Mori                                                                     |
| 37 | 2001 | Szo Dzsong (서정, Seo Jung)           | A sziget (Szom (섬, Seom)                                                        |
| 38 | 2002 | I Jovon (이요원, Lee Yo-won)          | Vigyázz a cicámra! (Kojangirul puthakhe ( 고양이를 부탁해, Goyangireul Butakhae) |
| 39 | 2003 | Szon Jedzsin (손예진, Son Ye-jin)     | Remekmű (Khullesik (클래식, Keulraesik)                                          |
| 40 | 2004 | Jun Dzsiszo (윤진서, Yoon Jin-seo)    | Oldboy                                                                           |
| 41 | 2005 | Szu E (수애, Soo Ae)                  | A Family                                                                         |
| 42 | 2006 | Csong Jumi (정유미, Jung Yoo-mi)      | Blossom Again                                                                    |
| 43 | 2007 | Pak Sijon (박시연, Park Si-yeon)      | The Fox Family                                                                   |
| 44 | 2008 | Han Jeszul (한예슬, Han Ye-seul)      | Miss Gold Digger                                                                 |
| 45 | 2009 | Pak Pojong (박보영, Park Bo-young)    | Pletykalavina (Kvaszok szukhendul (과속스캔들, Gwasok Seukaendeul)               |
| 46 | 2010 | Cso An (조안, Jo An)                  | Lifting King Kong                                                                |
| 47 | 2011 | Sin Hjonbin (신현빈, Shin Hyun-bin)   | He's on Duty                                                                     |
| 48 | 2012 | Pe Szudzsi (배수지, Bae Suzy)         | Architecture 101                                                                 |
| 49 | 2013 | Han Jeri (한예리, Han Ye-ri)          | Együtt – Hajrá Korea!                                                            |
| 50 | 2014 | Kim Hjanggi (김향기, Kim Hyang-gi)    | Elegant Lies                                                                     |
| 51 | 2015 | Cshon Uhi (천우희, Cheon U-hui)       | Han Gongdzsu (Han Gong-ju)                                                       |
| 52 | 2016 | Pak Szodam (박소담, Park So-dam)      | The Priests                                                                      |
| 53 | 2017 | I Szanghi (이상희, Lee Sang-hui)      | Our Love Story                                                                   |
| 54 | 2018 | Cshö Hiszo (최희서, Choi Hui-seo)     | Anarchist from Colony                                                            |
| 55 | 2019 | I Dzsein (이재인, Lee Jae-in)         | Svaha: The Sixth Finger                                                          |
| 56 | 2020 | Kang Malgum (강말금, Kang Mal-geum)   | Lucky Chan-sil                                                                   |
| 57 | 2021 | Cshö Dzsongun (최정운, Choi Jeong-un) | Nammei jorumbam (Nammaeui yeoreumbam) (남매의 여름밤, Moving On)                 |

### Legnépszerűbb színész
| #  | Év   | Díjazott                                                                 | Film                                                                                                |
| -- | ---- | ------------------------------------------------------------------------ | --------------------------------------------------------------------------------------------------- |
| 34 | 1998 | Pak Sinjang (박신양, Park Shin-yang)                                     | The Letter                                                                                          |
| 35 | 1999 | I Dzsongdzse (이정재, Lee Jung-jae)                                      | City of the Rising Sun                                                                              |
| 36 | 2000 | I Szongdzse (이성재, Lee Sung-jae)                                       | Attack the Gas Station                                                                              |
| 37 | 2001 | Szong Gangho (송강호, Song Kang-ho)                                      | Demilitarizált övezet: JSA (Kongdonggjongbigujok JSA (공동경비구역 JSA, Gongdonggyeongbiguyeok JSA) |
| 38 | 2002 | Ju Oszong (유오성, Yoo Oh-sung)                                          | Friend                                                                                              |
| 39 | 2003 | Im Cshangdzsong (임창정, Im Chang-jung)                                  | Sex Is Zero                                                                                         |
| 40 | 2004 | Kang Dongvon (강동원, Kang Dong-won) Kvon Szangu (권상우, Kwon Sang-woo) | Too Beautiful to Lie Once Upon a Time in High School                                                |
| 42 | 2006 | Hjon Bin (현빈, Hyun Bin)                                                | A Millionaire's First Love                                                                          |
| 43 | 2007 | I Dzsungi (이준기, Lee Jun-ki)                                           | Fly, Daddy, Fly                                                                                     |
| 44 | 2008 | Kvon Szangu (권상우, Kwon Sang-woo)                                      | Fate                                                                                                |
| 45 | 2009 | Csu Dzsihun (주지훈, Joo Ji-hoon)                                        | Antique                                                                                             |
| 46 | 2010 | Csang Gunszok (장근석, Jang Geun-suk)                                    | The Case of Itaewon Homicide                                                                        |
| 47 | 2011 | T.O.P.                                                                   | 71: Into the Fire                                                                                   |
| 48 | 2012 | Csang Gunszok (장근석, Jang Geun-suk)                                    | You're My Pet                                                                                       |
| 49 | 2013 | Kim Dongvan (김동완, Kim Dong-wan)                                       | Deranged                                                                                            |
| 50 | 2014 | Kim Szuhjon (김수현, Kim Soo-hyun)                                       | Titokban, Délen                                                                                     |
| 51 | 2015 | I Minho (이민호, Lee Min-ho)                                             | Gangnam Blues                                                                                       |
| 52 | 2016 | To Gjongszu (도경수, Do Gyeong-su)                                       | Pure Love                                                                                           |
| 53 | 2017 | To Gjongszu (도경수, Do Gyeong-su)                                       | My Annoying Brother                                                                                 |

### Legnépszerűbb színésznő
| #  | Év   | Díjazott                                                                                           | Film                                                                    |
| -- | ---- | -------------------------------------------------------------------------------------------------- | ----------------------------------------------------------------------- |
| 34 | 1998 | Cson Dojon (전도연, Jeon Do-yeon) Sin Ungjong (신은경, Shin Eun-kyung)                             | The Contact Downfall                                                    |
| 35 | 1999 | I Miszuk (이미숙, Lee Mi-sook) Cshö Dzsinsil (최진실, Choi Jin-sil)                                | An Affair Mayonnaise                                                    |
| 36 | 2000 | Ko Szojong (고소영, Ko So-young)                                                                   | Love                                                                    |
| 37 | 2001 | I Miszuk (이미숙, Lee Mi-sook)                                                                     | The Legend of Gingko                                                    |
| 38 | 2002 | Kim Hiszon (김희선, Kim Hee-sun)                                                                   | Wanee & Junah                                                           |
| 39 | 2003 | Ha Dzsivon (하지원, Ha Ji-won) Kim Dzsongun (김정은, Kim Jung-eun) Kim Hanul (김하늘, Kim Ha-neul) | Sex Is Zero Marrying the Mafia My Tutor Friend                          |
| 40 | 2004 | Kim Szona (김선아, Kim Sun-ah) Han Gain (한가인, Han Ga-in)                                        | The Greatest Expectation Once Upon a Time in High School                |
| 42 | 2006 | Kim Adzsung (김아중, Kim Ah-joong)                                                                 | Egy mázsás bombázó (Minjonun körovo (미녀는 괴로워, Minyeoneun Goerowo) |
| 43 | 2007 | Kim Thehi (김태희, Kim Tae-hee)                                                                    | Nyughatatlan lélek (Csungcshon (중천, Jungcheon)                        |
| 44 | 2008 | Kim Dzsongun (김정은, Kim Jung-eun)                                                                | Forever the Moment                                                      |
| 45 | 2009 | Szong Dzsihjo (송지효, Song Ji-hyo)                                                                | A Frozen Flower                                                         |
| 46 | 2010 | Cshö Ganghi (최강희, Choi Kang-hee)                                                                | Goodbye Mom                                                             |
| 47 | 2011 | Pak Sinhje (박신혜, Park Shin-hye)                                                                 | Cyrano Agency                                                           |
| 48 | 2012 | Kang Szora (강소라, Kang Sora)                                                                     | Sunny                                                                   |
| 49 | 2013 | Pak Sinhje (박신혜, Park Shin-hye)                                                                 | Csoda a hetes számú cellában                                            |
| 50 | 2014 | Kvon Juri (권유리, Kwon Yuri)                                                                      | No Breathing                                                            |
| 51 | 2015 | Pak Sinhje (박신혜, Park Shin-hye)                                                                 | A királyi szabó                                                         |
| 52 | 2016 | Pe Szudzsi (배수지, Bae Su-ji)                                                                     | A barackvirág éneke                                                     |
| 53 | 2017 | Im Juna (임윤아, Im Yuna)                                                                          | Confidential Assignment                                                 |

### Technikai díj
| #  | Év   | Díjazott                                                         | Film                               |
| -- | ---- | ---------------------------------------------------------------- | ---------------------------------- |
| 34 | 1998 | Kim Hjon (김현, Kim Hyeon) (vágó)                                | Beat                               |
| 54 | 2018 | Csin Dzsonghjon (진종현, Jin Jong-hyeon) (speciális effektusok)  | Harcban az istenekkel: A két világ |
| 55 | 2019 | Hong Gjongphjo (홍경표, Hong Gyeong-pyo) (operatőr)              | Gyújtogatók                        |
| 56 | 2020 | Kim Szohi (김서희, Kim Seo-hui) (smink és haj)                   | The Man Standing Next              |
| 57 | 2021 | Csong Szongdzsin (정성진, Jeong Seongjin) (speciális effektusok) | Az űrsepregetők                    |

## Televíziós díjak

### Nagydíj
| #  | Év   | Díjazott                                                           | Sorozat                                        | Csatorna |
| -- | ---- | ------------------------------------------------------------------ | ---------------------------------------------- | -------- |
| 15 | 1979 | Kim Jongok (김영옥, Kim Young-ok) Kim Hjedzsa (김혜자, Kim Hye-ja) | I Sell Happiness                               | MBC      |
| 16 | 1980 | Kim Mindzsa (김민자, Kim Min-ja)                                   | A Lonely Affair                                | TBC      |
| 17 | 1981 |                                                                    | Ulhva (을화, Eulhwa)                           | KBS      |
| 18 | 1982 |                                                                    | The Statue                                     | KBS      |
| 19 | 1983 |                                                                    | Winds of Change                                | KBS      |
| 20 | 1984 |                                                                    | The Five Indian Kingdoms                       | KBS      |
| 21 | 1985 |                                                                    | Korea's Butterflies                            | MBC      |
| 22 | 1986 | Sin Bongszung (신봉승, Shin Bong-seung)                            | 500 Years of Joseon                            | MBC      |
| 23 | 1987 |                                                                    | The Boil                                       | MBC      |
| 24 | 1988 |                                                                    | Love and Ambition                              | MBC      |
| 25 | 1989 | Kim Hjedzsa (김혜자, Kim Hye-ja)                                   | Winter Mist Sand Castle                        | MBC MBC  |
| 26 | 1990 |                                                                    | Peace, the Arduous Way to Go                   | MBC      |
| 27 | 1991 |                                                                    | The Second Republic                            | MBC      |
| 28 | 1992 |                                                                    | Eyes of Dawn                                   | MBC      |
| 29 | 1993 | Kim Hie (김희애, Kim Hui-ae) Ko Dusim (고두심, Go Doo-shim)        | Sons and Daughters My Husband's Woman          | MBC KBS  |
| 30 | 1994 | Pak Cshol (박철, Park Chul)                                        | My Mother's Sea                                | MBC      |
| 31 | 1995 |                                                                    | Sandglass                                      | SBS      |
| 32 | 1996 |                                                                    | Korea's Reptiles                               | EBS      |
| 33 | 1997 |                                                                    | The Most Beautiful Goodbye                     | MBC      |
| 34 | 1998 | I Dzsangszu (이장수, Lee Jang-soo)                                 | Offspring (Szekki (새끼, Saekki)               | SBS      |
| 35 | 1999 | Csang Szubong (장수봉, Jang Soo-bong)                              | When Time Flows                                | MBC      |
| 36 | 2000 |                                                                    | Kukhi (국희, Kuk-hee)                          | MBC      |
| 37 | 2001 |                                                                    | The Aspen Tree                                 | SBS      |
| 38 | 2002 |                                                                    | Emperor Wang Gun                               | KBS      |
| 39 | 2003 |                                                                    | All In                                         | SBS      |
| 40 | 2004 | Kim Hie (김희애, Kim Hee-ae)                                       | Perfect Love                                   | SBS      |
| 41 | 2005 |                                                                    | Lovers in Paris                                | SBS      |
| 42 | 2006 |                                                                    | My Name is Kim Sam-soon                        | MBC      |
| 43 | 2007 | I Dzsuhvan ( 이주환, Lee Joo-hwan)                                 | Csumong                                        | MBC      |
| 44 | 2008 | Kang Hodong (강호동)                                               | Happy Sunday - 1 Night 2 Days                  | KBS      |
| 45 | 2009 | Kim Hjedzsa (김혜자, Kim Hye-ja)                                   | Mom's Dead Upset                               | KBS      |
| 46 | 2010 | Ko Hjondzsung (고현정, Go Hyun-jung)                               | Queen Seondeok                                 | MBC      |
| 47 | 2011 | Hjon Bin (현빈, Hyun Bin)                                          | Secret Garden                                  | SBS      |
| 48 | 2012 |                                                                    | Tree With Deep Roots                           | SBS      |
| 49 | 2013 | Ju Dzseszok (유재석, Yoo Jae-suk)                                  | Running Man Infinite Challenge                 | SBS MBC  |
| 50 | 2014 | Cson Dzsihjon (전지현, Jun Ji-hyun)                                | My Love from the Star                          | SBS      |
| 51 | 2015 | Na Jongszok (나영석, Na Young-seok)                                | Grandpas Over Flowers, Three Meals a Day       | tvN      |
| 52 | 2016 |                                                                    | Thejangi huje                                  | KBS      |
| 53 | 2017 | Kim Unszuk (김은숙, Kim Eun-suk)                                   | Guardian: The Lonely and Great God             | tvN      |
| 54 | 2018 |                                                                    | Stranger                                       | tvN      |
| 55 | 2019 | Kim Hjedzsa (김혜자, Kim Hye-ja)                                   | Dazzling                                       | JTBC     |
| 56 | 2020 |                                                                    | Camellia tündöklése (When the Camellia Blooms) | KBS      |
| 57 | 2021 | Ju Dzseszok (유재석, Yoo Jae-suk)                                  |                                                |          |

### Legjobb sorozat
| #  | Év   | Díjazott                           | Csatorna |
| -- | ---- | ---------------------------------- | -------- |
| 11 | 1975 | Chief Inspector                    | MBC      |
| 12 | 1976 | Tenacity                           | MBC      |
| 13 | 1977 | The Pilgrimage                     | KBS      |
| 14 | 1978 | Couples                            | TBC      |
| 15 | 1979 | June 25 Special                    | KBS      |
| 16 | 1980 | Korean                             | MBC      |
| 17 | 1981 | Ulhva (을화, Eulhwa)               | KBS      |
| 18 | 1982 | The Statue                         | KBS      |
| 19 | 1983 | Winds of Change                    | KBS      |
| 20 | 1984 | The Raging Sea Bestseller Theater  | KBS MBC  |
| 21 | 1985 | Country Diaries                    | MBC      |
| 22 | 1986 | Grass                              | MBC      |
| 23 | 1987 | The Boil                           | MBC      |
| 24 | 1988 | Love and Ambition                  | MBC      |
| 25 | 1989 | Possessed Souls                    | KBS      |
| 26 | 1990 | The Tree of Love                   | KBS      |
| 27 | 1991 | The Second Republic                | MBC      |
| 28 | 1992 | Eyes of Dawn                       | MBC      |
| 29 | 1993 | Wind in the Grass                  | MBC      |
| 30 | 1994 | My Mother's Sea                    | MBC      |
| 31 | 1995 | Sandglass                          | SBS      |
| 32 | 1996 | Love Formula                       | MBC      |
| 33 | 1997 | The Most Beautiful Goodbye         | MBC      |
| 34 | 1998 | Snail                              | SBS      |
| 35 | 1999 | When Time Flows                    | MBC      |
| 36 | 2000 | Kukhi (국희, Kuk-hee)              | MBC      |
| 37 | 2001 | Adzsumma (아줌마, Ajumma)          | MBC      |
| 38 | 2002 | Piano                              | SBS      |
| 39 | 2003 | Ruler of Your Own World            | MBC      |
| 40 | 2004 | More Beautiful Than a Flower       | KBS      |
| 41 | 2005 | I'm Sorry, I Love You              | KBS      |
| 42 | 2006 | Land (Thodzsi (토지, Toji)         | SBS      |
| 43 | 2007 | Seoul 1945                         | KBS      |
| 44 | 2008 | War of Money                       | SBS      |
| 45 | 2009 | Mom's Dead Upset                   | KBS      |
| 46 | 2010 | IRIS                               | KBS      |
| 47 | 2011 | Secret Garden                      | SBS      |
| 48 | 2012 | Moon Embracing the Sun             | MBC      |
| 49 | 2013 | The Chaser                         | SBS      |
| 50 | 2014 | Good Doctor                        | KBS      |
| 51 | 2015 | Heard It Through the Grapevine     | SBS      |
| 52 | 2016 | Signal                             | tvN      |
| 53 | 2017 | Dear My Friends                    | tvN      |
| 54 | 2018 | Mother                             | tvN      |
| 55 | 2019 | My Mister                          | tvN      |
| 56 | 2020 | Hot Stove League                   | SBS      |
| 57 | 2021 | Kömul (Goemul) (괴물, Beyond Evil) | JTBC     |

### Legjobb ismeretterjesztő program
| #  | Év   | Díjazott | Csatorna |
| -- | ---- | --- | -------- |
| 34 | 1998 | Sunday Special | KBS      |
| 35 | 1999 | Siberia, irhoborin Hangugi jaszengdongmurul cshadzsaszo (시베리아, 잃어버린 한국의 야생동물을 찾아서, Siberia, irheobeorin Hangug-ui yasaengdongmuleul chajaseo) | EBS      |
| 36 | 2000 | Joksza szuphesjol (역사스페셜, Yeoksa seupesyeol) | KBS      |
| 37 | 2001 | Jongszanggirokpjongvon 24 si (영상기록병원24시, Yeongsanggirokbyeongwon 24 si)                                                                                   | KBS      |
| 38 | 2002 | Szuphesjol Iszullam (스페셜 이슬람, Seupesyeol Yiseullam) | MBC      |
| 39 | 2003 | Jaszengi cshovon - szerenggethi (야생의 초원-세렝게티, Yasaeng-ui chowon - serenggeti)                                                                           | MBC      |
| 40 | 2004 | Hvanggjongi jokszup (환경의 역습, Hwangyeong-ui yeokseub) | SBS      |
| 41 | 2005 | The Conker Tree | EBS      |
| 42 | 2006 | Nanun kajo, tokhjo cse2i jorumhakjo (나는 가요,도쿄 제2의 여름학교, Naneun gayo, dokyo je2ui yeorumhakkyo)                                                       | SBS      |
| 43 | 2007 | Kingupcsholdong SOS 24 (긴급출동 SOS 24, Gingeubcholdong SOS 24)                                                                                                 | SBS      |
| 44 | 2008 | Asian Corridor in Heaven | KBS      |
| 45 | 2009 | Choosing Dokdo | SBS      |
| 46 | 2010 | Tears of the Amazon | MBC      |
| 47 | 2011 | What is School | EBS      |
| 48 | 2012 | The Story of Mathematics | EBS      |
| 49 | 2013 | A Korean's Dinner Table | KBS      |
| 50 | 2014 | I Would Like to Know | SBS      |
| 51 | 2015 | Food Odyssey | KBS      |
| 52 | 2016 | Examination | EBS      |
| 53 | 2017 | Sszoldzson (썰전, Sseoljeon) | JTBC     |
| 54 | 2018 | Dance Sports Girls (Ttenbbo goldzsu (Ddenbbo geoljeu), 땐뽀걸즈)                                                                                                 | KBS      |
| 55 | 2019 | Journalism Talk Show J (저널리즘 토크쇼 J) | KBS      |
| 56 | 2020 | Giant Peng TV | EBS      |
| 57 | 2021 | Archive Project: Modern Korea 2 (아카이브 프로젝트: 모던코리아2)                                                                                                 | KBS      |

### Legjobb szórakoztató műsor
| #  | Év   | Díjazott                                                             | Csatorna  |
| -- | ---- | -------------------------------------------------------------------- | --------- |
| 34 | 1998 | Lee Hong-ryul Show                                                   | SBS       |
| 35 | 1999 | Kim Guk-jin and Kim Yong-man's 21st Century Commission               | MBC       |
| 36 | 2000 | Gag Concert                                                          | KBS       |
| 37 | 2001 | Truth Game                                                           | SBS       |
| 38 | 2002 | Sunday Night                                                         | MBC       |
| 39 | 2003 | Exclamation Mark!                                                    | MBC       |
| 40 | 2004 | Comedy House                                                         | MBC       |
| 41 | 2005 | Hello Franceska                                                      | MBC       |
| 42 | 2006 | Sang Sang Plus                                                       | KBS       |
| 43 | 2007 | Global Talk Show                                                     | KBS       |
| 44 | 2008 | Infinite Challenge                                                   | MBC       |
| 45 | 2009 | Gag Concert                                                          | KBS       |
| 46 | 2010 | High Kick Through the Roof                                           | MBC       |
| 47 | 2011 | Come to Play                                                         | MBC       |
| 48 | 2012 | Gag Concert                                                          | KBS       |
| 49 | 2013 | Dad! Where Are We Going?                                             | MBC       |
| 50 | 2014 | Grandpas Over Flowers                                                | tvN       |
| 51 | 2015 | Pidzsongszang hödam                                                  | jTBC      |
| 52 | 2016 | King of Mask Singer                                                  | MBC       |
| 53 | 2017 | Mom's Diary – My Ugly Duckling                                       | SBS       |
| 54 | 2018 | Hyori's Homestay                                                     | jTBC      |
| 55 | 2019 | Omniscient Interfering View                                          | MBC       |
| 56 | 2020 | Mr Trot                                                              | TV Chosun |
| 57 | 2021 | Nolmjon mvohani? (Nolmyeon mwohani) (놀면 뭐하니?, Hangout with Yoo) |           |

### Legjobb rendező
| #  | Év   | Díjazott                                                                    | Sorozat                                                | Csatorna |
| -- | ---- | --------------------------------------------------------------------------- | ------------------------------------------------------ | -------- |
| 10 | 1974 | Ju Hongjol (유홍열, Yoo Hong-yeol)                                          | Century                                                | MBC      |
| 11 | 1975 | Kim Dzsehjong (김재형, Kim Jae-hyung)                                       | Lotus Flower                                           | TBC      |
| 13 | 1977 | I Hjojong (이효영, Lee Hyo-young)                                           | Arirang a! (아리랑 아!)                                | MBC      |
| 14 | 1978 | Kim Szudong (김수동, Kim Soo-dong)                                          | Kkacshija kkacshija (까치야 까치야, Kkachiya kkachiya) | KBS      |
| 15 | 1979 | Kim Hongdzsong ( 김홍종, Kim Hong-jong)                                     | June 25 Special                                        | KBS      |
| 16 | 1980 | Sim Hjonu (심현우, Shim Hyun-woo)                                           | Songs Buried in the Ground                             | TBC      |
| 17 | 1981 | Kim Szudong (김수동, Kim Soo-dong)                                          | Back in the Day                                        | KBS      |
| 18 | 1982 | Cshö Szanghjon (최상현, Choi Sang-hyun)                                     | Hope                                                   | KBS      |
| 19 | 1983 | Hvang Undzsin (황은진, Hwang Eun-jin)                                       | Winds of Change                                        | KBS      |
| 20 | 1984 | Ko Szokman (고석만, Go Seok-man)                                            | Infant                                                 | MBC      |
| 29 | 1993 | Kvak Jongbom (곽영범, Kwak Young-beom)                                      | Where Are You Going?                                   | SBS      |
| 30 | 1994 | Pak Cshol (박철, Park Chul)                                                 | My Mother's Sea                                        | MBC      |
| 31 | 1995 | Csang Szubong (장수봉, Jang Soo-bong) Kim Dzsonghak김종학 (Kim Jong-hak)    | Kkareiszukhi (까레이스키, Kkareiseuki) Sandglass       | MBC SBS  |
| 32 | 1996 | Szong Dzsunggi (성중기, Sung Joon-ki) Kim Cshonggil (김충길, Kim Chung-gil) | Auntie Ok (Ok-i imo, 옥이 이모) Kim Gu (김구)          | SBS KBS  |
| 33 | 1997 | Kim Hongdzsong ( 김홍종, Kim Hong-jong)                                     | Days on the Street                                     | KBS      |
| 34 | 1998 | I Dzsangszu (이장수, Lee Jang-soo)                                          | Offspring                                              | SBS      |
| 35 | 1999 | Csang Szubong (장수봉, Jang Soo-bong)                                       | When Time Flows                                        | MBC      |
| 36 | 2000 | I Szungnjol (이승렬, Lee Seung-ryul)                                        | Kukhi (국희, Kukhee)                                   | MBC      |
| 37 | 2001 | Csahng Hjongil ( 장형일, Jang Hyung-il)                                     | Virtue (Tok (덕, Deok)                                 | SBS      |
| 38 | 2002 | Jun Szokho (윤석호, Yoon Seok-ho)                                           | Winter Sonata                                          | KBS      |
| 39 | 2003 | Kim Dzsonghak (김종학, Kim Jong-hak)                                        | Great Ambition (Daemang)                               | SBS      |
| 40 | 2004 | I Bjonghun (이병훈, Lee Byung-hoon)                                         | A palota ékköve                                        | MBC      |
| 41 | 2005 | I Szongdzsu (이성주, Lee Sung-joo)                                          | Immortal Admiral Lee Soon-shin                         | KBS      |
| 42 | 2006 | Kim Dzsongcshang (김종창, Kim Jong-chang)                                   | My Rosy Life                                           | KBS      |
| 43 | 2007 | An Phanszok (안판석, Ahn Pan-seok)                                          | White Tower                                            | MBC      |
| 44 | 2008 | I Bjonghun (이병훈, Lee Byung-hoon)                                         | A korona hercege                                       | MBC      |
| 45 | 2009 | Sin Ucshol (신우철, Shin Woo-chul)                                          | On Air                                                 | SBS      |
| 46 | 2010 | Ko Dongszon (고동선, Go Dong-sun)                                           | Queen of Housewives                                    | MBC      |
| 47 | 2011 | I Dzsongszop (이정섭, Lee Jung-seob)                                        | King of Baking, Kim Takgu                              | KBS      |
| 48 | 2012 | Kim Csongmin (김종민, Kim Jung-min) Pak Hjonszok (박형석, Park Hyun-seok)   | The Princess’ Man                                      | KBS      |
| 49 | 2013 | Kim Gjuthe (김규태, Kim Kyu-tae)                                            | That Winter, The Wind Blows                            | SBS      |
| 50 | 2014 | An Phaszok (안판석, Ahn Pan-seok)                                           | Secret Love Affair                                     | jTBC     |
| 51 | 2015 | Kim Vonszok (김원석, Kim Won-seok)                                          | Miszeng (Misaeng)                                      | tvN      |
| 52 | 2016 | Sin Vonho (신원호, Shin Won-ho)                                             | Reply 1988                                             | tvN      |
| 53 | 2017 | Ju Insik (유인식, Yu In-shik)                                               | Romantic Doctor, Teacher Kim                           | SBS      |
| 54 | 2018 | Kim Juncshol (김윤철, Kim Yun-cheol)                                        | The Lady in Dignity                                    | jTBC     |
| 55 | 2019 | Cso Hjonthak (조현탁, Jo Hyeon-tak)                                         | Sky Castle                                             | jTBC     |
| 56 | 2020 | Mo Vanil (모완일, Mo Wan-il)                                                | The World of the Married                               | jTBC     |
| 57 | 2021 | Kim Csholgju (김철규, Kim Cheol-gyu)                                        | Agi kkot (Agui kkot) (악의 꽃, Flower of Evil)         | tvN      |

### Legjobb színész
| #  | Év   | Díjazott                                                               | Sorozat                                        | Csatorna |
| -- | ---- | ---------------------------------------------------------------------- | ---------------------------------------------- | -------- |
| 10 | 1974 | Cshö Buram (최불암, Choi Bool-am)                                      | Century                                        | MBC      |
| 11 | 1975 | Mun Ogang (문오강, Moon Oh-kang)                                       | Csocshungnjon (조총련, Jochungnyeon)           | KBS      |
| 12 | 1976 | Sin Gu (신구, Shin Goo) Kim Muszeng (김무생, Kim Mu-saeng)             | Another Home Tenacity                          | KBS MBC  |
| 13 | 1977 | Han Dzsinhi (한진희, Han Jin-hee) Kim Dzsinhe (김진해, Kim Jin-hae)    | Daughter-in-Law The Dance of Lord Cheoyong     | TBC MBC  |
| 14 | 1978 | Cshö Buram (최불암, Choi Bool-am) I Nakhun (이낙훈, Lee Nak-hoon)      | You The Celestial Nymph                        | MBC TBC  |
| 15 | 1979 | I Dzsonggil (이정길, Lee Jung-gil)                                     | Hot Hand                                       | MBC      |
| 16 | 1980 | Sin Gu (신구, Shin Goo)                                                | Spring Blessing                                | KBS      |
| 17 | 1981 | Sin Gu (신구, Shin Goo) Cson Un (전운, Jeon Woon)                      | Back in the Day The Last Stop                  | KBS MBC  |
| 18 | 1982 | I Dzsonggil (이정길, Lee Jung-gil) Szong Dzseho (송재호, Song Jae-ho)  | Nocturne The New Bride                         | MBC KBS  |
| 19 | 1983 | I Jonghu (이영후, Lee Young-hoo)                                       | The Great Rich                                 | MBC      |
| 20 | 1984 | Im Dongdzsin (임동진, Im Dong-jin)                                     | The Foundation                                 | KBS      |
| 21 | 1985 | Kim Inmun (김인문, Kim In-moon)                                        | Looking for the Truth                          | KBS      |
| 22 | 1986 | Szo Inszok (서인석, Seo In-seok)                                       | Lights and Shadows                             | KBS      |
| 23 | 1987 | Ju Incshon (유인촌, Yu In-chon)                                        | Phoenix                                        | MBC      |
| 24 | 1988 | I Jonghu (이영후, Lee Young-hoo)                                       | Nature                                         | MBC      |
| 25 | 1989 | Kim Jongcshol (김영철, Kim Yeong-cheol)                                | Two Sunsets                                    | KBS      |
| 26 | 1990 | Im Hjonsik (임현식, Im Hyun-shik)                                      | Under the Same Roof                            | MBC      |
| 27 | 1991 | Ju Incshon (유인촌, Yu In-chon)                                        | Ambitious Times                                | KBS      |
| 28 | 1992 | Cshö Dzseszong (최재성, Choi Jae-sung) I Nakhun (이낙훈, Lee Nak-hoon) | Eyes of Dawn Yesterday's Green Grass           | MBC KBS  |
| 29 | 1993 | Cshö Minszu (최민수, Choi Min-soo)                                     | Walking Up to Heaven                           | MBC      |
| 30 | 1994 | Sin Gu (신구, Shin Goo)                                                | Wild Chrysanthemum                             | KBS      |
| 31 | 1995 | Cshö Minszu (최민수, Choi Min-soo)                                     | Sandglass                                      | SBS      |
| 32 | 1996 | I Bjonghon (이병헌, Lee Byung-hun)                                     | Sons of the Wind                               | KBS      |
| 33 | 1997 | Ju Donggun (유동근, Yoo Dong-geun)                                     | Lover                                          | KBS      |
| 34 | 1998 | Ju Donggun (유동근, Yoo Dong-geun)                                     | Tears of the Dragon                            | KBS      |
| 35 | 1999 | Cshö Szudzsong (최수종, Choi Soo-jong)                                 | Legendary Ambition                             | KBS      |
| 36 | 2000 | Csha Inphjo (차인표, Cha In-pyo)                                       | The Boss                                       | MBC      |
| 37 | 2001 | Kim Jongcshol (김영철, Kim Yeong-cheol)                                | Emperor Wang Gun                               | KBS      |
| 38 | 2002 | Ju Donggun (유동근, Yoo Dong-geun)                                     | Empress Myeongseong                            | KBS      |
| 39 | 2003 | I Bjonghon (이병헌, Lee Byung-hun)                                     | All In                                         | SBS      |
| 40 | 2004 | Cso Inszong (조인성, Jo In-sung)                                       | What Happened in Bali                          | SBS      |
| 41 | 2005 | Szo Dzsiszop (소지섭, So Ji-sub)                                       | I'm Sorry, I Love You                          | KBS      |
| 42 | 2006 | Kim Dzsuhjok (김주혁, Kim Joo-hyuk)                                    | Lovers in Prague                               | SBS      |
| 43 | 2007 | Kim Mjongmin (김명민, Kim Myung-min)                                   | White Tower                                    | MBC      |
| 44 | 2008 | Pak Sinjang (박신양, Park Shin-yang)                                   | War of Money                                   | SBS      |
| 45 | 2009 | Kim Mjongmin (김명민, Kim Myung-min)                                   | Beethoven Virus                                | MBC      |
| 46 | 2010 | I Bjonghon (이병헌, Lee Byung-hun)                                     | IRIS                                           | KBS      |
| 47 | 2011 | Csong Boszok (정보석, Jeong Bo-seok)                                   | Giant                                          | SBS      |
| 48 | 2012 | Kim Szuhjon (김수현, Kim Soo-hyun)                                     | Moon Embracing the Sun                         | MBC      |
| 49 | 2013 | Szon Hjondzsu (손현주, Son Hyun-joo)                                   | The Chaser                                     | SBS      |
| 50 | 2014 | Cso Dzsehjon (조재현, Cho Jae-hyun)                                    | Csong Dodzson (Jeong Do-jeong)                 | KBS      |
| 51 | 2015 | I Szongmin (이성민, Lee Sung-min)                                      | Miszeng (Misaeng)                              | tvN      |
| 52 | 2016 | Ju Ain (유아인, Yu A-in)                                               | Jungnjongi narusa                              | SBS      |
| 53 | 2017 | Kong Ju (공유, Gong Yoo)                                               | Guardian: The Lonely and Great God             | tvN      |
| 54 | 2018 | Cso Szungu (조승우, Jo Seung-u)                                        | Stranger                                       | tvN      |
| 55 | 2019 | I Bjonghon (이병헌, Lee Byeong-heon)                                   | Mr. Sunshine                                   | tvN      |
| 56 | 2020 | Kang Hanul (Kang Ha-neul)                                              | Camellia tündöklése (When the Camellia Blooms) | KBS      |
| 57 | 2021 | Sin Hagjun (신하균, Sin Ha-gyun)                                       | Kömul (Goemul) (괴물, Beyond Evil)             | JTBC     |

### Legjobb színésznő
| #  | Év   | Díjazott                                                                                             | Sorozat                                              | Csatorna |
| -- | ---- | --- | ---------------------------------------------------- | -------- |
| 10 | 1974 | Jo Ungje (여운계, Yeo Woon-kye)                                                                      | Mother                                               | TBC      |
| 11 | 1975 | Kim Dzsaok (김자옥, Kim Ja-ok) Csong Hjeszon (정혜선 , Jung Hye-sun) An Inszuk (안인숙, Ahn In-sook) | Narcissus Reed Jun Dzsigjong (윤지경, Yoon Ji-kyung) | MBC TBC  |
| 12 | 1976 | Hong Szemi (홍세미, Hong Se-mi) Kim Hjedzsa (김혜자, Kim Hye-ja)                                     | Conditions of Happiness Bride Diary                  | TBC MBC  |
| 13 | 1977 | Kim Jungjong (김윤경, Kim Yoon-gyeong) Kang Budzsa (강부자, Kang Boo-ja)                             | Reunion Wedding Parade                               | MBC TBC  |
| 14 | 1978 | Kim Hjedzsa (김혜자, Kim Hye-ja) Kang Hjosil (강효실, Kang Hyo-shil)                                 | You Moon-gi and Soo-mi                               | MBC KBS  |
| 15 | 1979 | Csong Hjeszon (정혜선 , Jung Hye-sun)                                                                | I Sell Happiness                                     | MBC      |
| 16 | 1980 | Kim Mindzsa (김민자, Kim Min-ja)                                                                     | A Lonely Affair                                      | TBC      |
| 17 | 1981 | Kim Jongnan (김영란, Kim Young-ran) Csang Minhi (장미희, Jang Mi-hee)                                | Mischievous Milady Ulhva (을화, Eulhwa)              | MBC KBS  |
| 18 | 1982 | Kim Jonge (김영애, Kim Young-ae) Hvang Dzsonga (황정아, Hwang Jung-ah)                               | Nocturne The Witty Professor                         | MBC KBS  |
| 19 | 1983 | I Gjongdzsin (이경진, Lee Kyung-jin)                                                                 | Stairs of Happiness                                  | KBS      |
| 20 | 1984 | Csong Hjeszon (정혜선 , Jung Hye-sun)                                                                | Infant                                               | MBC      |
| 21 | 1985 | Csong Eri (정애리, Jung Ae-ri)                                                                       | Love and Truth                                       | MBC      |
| 22 | 1986 | Kim Jongnim (김용림, Kim Yong-rim)                                                                   | Grass                                                | MBC      |
| 23 | 1987 | Han Hjeszuk ( 한혜숙, Han Hye-sook)                                                                  | Windfall                                             | KBS      |
| 24 | 1988 | Kim Cshong (김청, Kim Chung)                                                                         | Love and Ambition                                    | MBC      |
| 25 | 1989 | Pak Unszuk ( 박원숙, Park Won-sook) Kim Hjedzsa (김혜자, Kim Hye-ja)                                 | Land Winter Mist, Sand Castle                        | KBS MBC  |
| 26 | 1990 | Ko Dusim (고두심, Go Doo-shim)                                                                       | Fetters of Love                                      | KBS      |
| 27 | 1991 | Ha Hira (하희라, Ha Hee-ra) I Hühjang (이휘향, Lee Hwi-hyang)                                        | What Women Want Ambitious Times                      | MBC KBS  |
| 28 | 1992 | Cshe Sira (채시라, Chae Shi-ra)                                                                      | Eyes of Dawn                                         | MBC      |
| 29 | 1993 | Ko Dusim (고두심, Go Doo-shim) Kim Hie (김희애, Kim Hee-ae)                                          | My Husband's Woman Sons and Daughters                | KBS MBC  |
| 30 | 1994 | Csong Hjeszon (정혜선 , Jung Hye-sun)                                                                | Sons and Daughters                                   | MBC      |
| 31 | 1995 | Kim Jungjong (김윤경, Kim Yoon-gyeong)                                                               | When I Miss You                                      | KBS      |
| 32 | 1996 | Kim Hjeszu (김혜수, Kim Hye-soo)                                                                     | Oxtail Soup (Gomtang)                                | SBS      |
| 33 | 1997 | Kim Jonge (김영애, Kim Young-ae)                                                                     | The Brothers' River                                  | SBS      |
| 34 | 1998 | Hvang Sinhje (황신혜, Hwang Shin-hye)                                                                | Cinderella                                           | MBC      |
| 35 | 1999 | Sim Unha (심은하, Shim Eun-ha)                                                                       | Trap of Youth                                        | SBS      |
| 36 | 2000 | Kim Jonge (김영애, Kim Young-ae)                                                                     | Waves                                                | SBS      |
| 37 | 2001 | Von Migjong (원미경, Won Mi-kyung)                                                                   | Adzsumma (아줌마, Ajumma)                            | MBC      |
| 38 | 2002 | Cson Inhva (전인화, Jeon In-hwa)                                                                     | Ladies of the Palace                                 | KBS      |
| 39 | 2003 | Kim Hie (김희애, Kim Hee-ae)                                                                         | Wife                                                 | KBS      |
| 40 | 2004 | Ha Dzsivon (하지원, Ha Ji-won)                                                                       | What Happened in Bali                                | SBS      |
| 41 | 2005 | Kim Dzsongun (김정은, Kim Jung-eun)                                                                  | Lovers in Paris                                      | SBS      |
| 42 | 2006 | Cshö Dzsinsil (최진실, Choi Jin-sil)                                                                 | My Rosy Life                                         | KBS      |
| 43 | 2007 | Szon Jedzsin (손예진, Son Ye-jin)                                                                    | Alone in Love                                        | SBS      |
| 44 | 2008 | Jun Unhje (윤은혜, Yoon Eun-hye)                                                                     | The 1st Shop of Coffee Prince                        | MBC      |
| 45 | 2009 | Mun Gunjong (문근영, Moon Geun-young)                                                                | Painter of the Wind                                  | SBS      |
| 46 | 2010 | Kim Namdzsu (김남주, Kim Nam-joo)                                                                    | Queen of Housewives                                  | MBC      |
| 47 | 2011 | Han Hjodzsu (한효주, Han Hyo-joo)                                                                    | A királyi ház titkai                                 | MBC      |
| 48 | 2012 | Kong Hjodzsin (공효진, Gong Hyo-jin)                                                                 | The Greatest Love                                    | MBC      |
| 49 | 2013 | Kim Hie (김희애, Kim Hee-ae)                                                                         | A Wife's Credentials                                 | jTBC     |
| 50 | 2014 | I Bojong (이보영, Lee Bo-young)                                                                      | I Can Hear Your Voice                                | SBS      |
| 51 | 2015 | Szong Jona (송윤아, Song Yun-ah)                                                                     | Mama                                                 | MBC      |
| 52 | 2016 | Kim Hjeszu (김혜수, Kim Hye-su)                                                                      | Signal                                               | tvN      |
| 53 | 2017 | Szo Hjondzsin (서현진, Seo Hyeon-jin)                                                                | Another Miss Oh                                      | tvN      |
| 54 | 2018 | Kim Namdzsu (김남주, Ki Nam-ju)                                                                      | Misty                                                | jTBC     |
| 55 | 2019 | Jom Dzsonga (염정아, Yeom Jeong-a)                                                                   | Sky Castle                                           | jTBC     |
| 56 | 2020 | Kim Hie (김희애, Kim Hui-ae)                                                                         | The World of the Married                             | jTBC     |
| 57 | 2021 | Kim Szojon (김소연, Kim Soyeon)                                                                      | Penthouse (펜트하우스, The Penthouse: War in Life)   | SBS      |

### Legjobb férfi mellékszereplő
| #  | Év   | Díjazott                                  | Sorozat                                        | Csatorna |
| -- | ---- | ----------------------------------------- | ---------------------------------------------- | -------- |
| 54 | 2018 | Pak Hoszan ( 박호산, Park Ho-san)         | Prison Playbook                                | tvN      |
| 55 | 2019 | Kim Bjongcshol (김병철, Kim Byeong-cheol) | Sky Castle                                     | jTBC     |
| 56 | 2020 | O Dzsongsze (오정세, O Jeong-se)          | Camellia tündöklése (When the Camellia Blooms) | KBS      |
| 57 | 2021 | O Dzsongsze (오정세, O Jeong-se)          | Gyógyító szerelem (It's Okay to Not Be Okay)   | tvN      |

### Legjobb női mellékszereplő
| #  | Év   | Díjazott                              | Sorozat                                               | Csatorna |
| -- | ---- | ------------------------------------- | ----------------------------------------------------- | -------- |
| 54 | 2018 | Je Dzsivon (예지원, Ye Ji-won)        | Should We Kiss First?                                 | SBS      |
| 55 | 2019 | I Dzsongun (이정은, Lee Jeong-eun)    | Dazzling                                              | jTBC     |
| 56 | 2020 | Kim Szonjong (김선영, Kim Seon-yeong) | A szerelem siklóernyőn érkezik (Crash Landing on You) | tvN      |
| 57 | 2021 | Jom Hjeran (염혜란, Yeom Hyeran)      | A démonvadászat mestersége (The Uncanny Counter)      | OCN      |

### Legjobb forgatókönyv
| #  | Év   | Díjazott                                                                    | Sorozat                                        | Csatorna |
| -- | ---- | --------------------------------------------------------------------------- | ---------------------------------------------- | -------- |
| 10 | 1974 | Kvak Illo (곽일로, Kwak Il-ro)                                              | Waves                                          | KBS      |
| 11 | 1975 | I Unszong (이은성, Lee Eun-seong)                                           | Loyalty                                        | KBS      |
| 14 | 1978 | Han Unsza (한운사, Han Un-sa)                                               | The Third Ferry                                | KBS      |
| 15 | 1979 | Kim Hongdzsong (김홍종, Kim Hong-jong)                                      | White Heron                                    | TBC      |
| 16 | 1980 | Kim Szuhjon (김수현, Kim Soo-hyun)                                          | Spring Blessing A Lonely Affair                | KBS TBC  |
| 17 | 1981 | Kim Szuhjon (김수현, Kim Soo-hyun)                                          | Back in the Day                                | KBS      |
| 25 | 1989 | Pak Szubok (박수복 , Park Soo-bok)                                          | What Happened in Jipo-ri                       | KBS      |
| 26 | 1990 | Pak Csinszuk (박진숙, Park Jin-sook)                                        | The Backyard                                   | MBC      |
| 27 | 1991 | Pak Csongnan (박정란, Park Jung-ran)                                        | Balsam Under the Wool                          | KBS      |
| 28 | 1992 | Jang Gunszung (양근승, Yang Geun-seung)                                     | Love on a Jujube Tree                          | KBS      |
| 29 | 1993 | Im Cshung (임충 , Im Choong)                                                | Ilchul Peak                                    | MBC      |
| 30 | 1994 | Kim Dzsongszu (김정수, Kim Jung-soo)                                        | My Mother's Sea                                | MBC      |
| 31 | 1995 | I Gumnim (이금림, Lee Geum-rim) Szong Dzsina (송지나, Song Ji-na)           | When I Miss You Sandglass                      | KBS SBS  |
| 32 | 1996 | Mun Jongnam ( 문영남, Moon Young-nam)                                       | Even if the Wind Blows                         | KBS      |
| 33 | 1997 | Szon Jongmok (손영목, Son Young-mok)                                        | A Faraway Country                              | KBS      |
| 34 | 1998 | Pak Csongnan (박정란, Park Jung-ran)                                        | Offspring                                      | SBS      |
| 35 | 1999 | No Higjong (노희경, Noh Hee-kyung)                                          | Lie                                            | KBS      |
| 36 | 2000 | Csong Szongdzsu (정성주, Jung Sung-joo)                                     | Roses and Beansprouts                          | MBC      |
| 37 | 2001 | Kim Szuhjon (김수현, Kim Soo-hyun)                                          | The Aspen Tree                                 | SBS      |
| 38 | 2002 | Kim Dzsongszu (김정수, Kim Jung-soo)                                        | Her House                                      | MBC      |
| 39 | 2003 | In Dzsongok (인정옥, In Jung-ok)                                            | Ruler of Your Own World                        | MBC      |
| 40 | 2004 | Kim Giho (김기호, Kim Ki-ho)                                                | What Happened in Bali                          | SBS      |
| 41 | 2005 | Kim Unszuk (김은숙, Kim Eun-sook) Kang Undzsong (강은정, Kang Eun-jung)     | Lovers in Paris                                | SBS      |
| 42 | 2006 | Kim Dou (김도우, Kim Do-woo)                                                | My Name is Kim Sam-soon                        | MBC      |
| 43 | 2007 | Cshö Vanggju (최완규, Choi Wan-gyu) Csong Hjongszu (정형수, Jung Hyung-soo) | Csumong                                        | MBC      |
| 44 | 2008 | I Gjonghi (이경희, Lee Kyung-hee)                                           | Thank You                                      | MBC      |
| 45 | 2009 | Ju Hjonmi ( 유현미 , Yoo Hyun-mi)                                           | The Scale of Providence                        | SBS      |
| 46 | 2010 | Cshon Szongil ( 천성일, Chun Sung-il)                                       | The Slave Hunters                              | KBS      |
| 47 | 2011 | Kim Unszuk (김은숙, Kim Eun-sook)                                           | Secret Garden                                  | SBS      |
| 48 | 2012 | Kim Jonghjon (김영현, Kim Young-hyun) Park Sang-yeon                        | Tree With Deep Roots                           | SBS      |
| 49 | 2013 | Pak Kjongszu (박경수, Park Kyung-soo)                                       | The Chaser                                     | SBS      |
| 50 | 2014 | Csong Szongdzsu (Jung Sung-joo)                                             | Secret Love Affair                             | jTBC     |
| 51 | 2015 | Pak Kjongszu (박경수, Park Kyung-soo)                                       | Punch                                          | SBS      |
| 52 | 2016 | Kim Unhi (김은희, Kim Eun-hui)                                              | Signal                                         | tvN      |
| 53 | 2017 | No Higjong (노희경, No Hui-gyeong)                                          | Dear My Friends                                | tvN      |
| 54 | 2018 | I Szujon (이수연, Lee Su-yeon)                                              | Stranger                                       | tvN      |
| 55 | 2019 | Pak Hejong (박해영, Park Hae-yeong)                                         | My Mister                                      | tvN      |
| 56 | 2020 | Im Szangcshun (임상춘, Im Sang-chun)                                        | Camellia tündöklése (When the Camellia Blooms) | KBS      |
| 57 | 2021 | Kim Szudzsin (김수진, Kim Sujin)                                            | Kömul (Goemul) (괴물, Beyond Evil)             | JTBC     |

### Legjobb új rendező
| #  | Év   | Díjazott                               | Sorozat                     | Csatorna |
| -- | ---- | -------------------------------------- | --------------------------- | -------- |
| 24 | 1988 | I Szongjol ( 이승렬, Lee Seung-ryul)   | Under the Same Roof         | MBC      |
| 25 | 1989 | Jun Hongsik (윤홍식, Yoon Hong-shik)   | Do You Know Mellakong?      | KBS      |
| 26 | 1990 | Kim Hjondzsun (김현준 , Kim Hyun-joon) | Half Failure                | KBS      |
| 27 | 1991 | I Dzsinszok (이진석 , Lee Jin-seok)    | Our Paradise                | MBC      |
| 28 | 1992 | Kim Dzsongsik (김종식, Kim Jong-shik)  | The Thief's Wife            | KBS      |
| 29 | 1993 | Kim Jonggju (김용규, Kim Yong-gyu)     | TV's The Art of War         | KBS      |
| 30 | 1994 | O Dzsongnok (오종록, Oh Jong-rok)      | Marriage                    | SBS      |
| 31 | 1995 | I Dzsuhvan (이주환, Lee Joo-hwan)      | General Hospital            | MBC      |
| 32 | 1996 | Cson Szan (전산, Jeon San)             | Our Sunny Days of Youth     | KBS      |
| 34 | 1998 | I Cshangszun (이창순 , Lee Chang-soon) | Cinderella                  | MBC      |
| 35 | 1999 | Phjo Minszu (표민수, Pyo Min-soo)      | Lie                         | KBS      |
| 37 | 2001 | I Gjouk (이교욱, Lee Kyo-wook)         | Indie Drama: Double Feature | KBS      |
| 38 | 2002 | Kim Minsik (김민식, Kim Min-sik)       | New Nonstop                 | MBC      |
| 39 | 2003 | I Gondzsun (이건준, Lee Geon-joon)     | Loving You                  | KBS      |
| 40 | 2004 | I Dzsegju (이재규, Lee Jae-gyu)        | Tamo                        | MBC      |
| 41 | 2005 | Kim Dzsinman (김진만, Kim Jin-man)     | Ireland                     | MBC      |
| 42 | 2006 | Kim Gjuthe (김규태, Kim Kyu-tae)       | A Love to Kill              | KBS      |
| 43 | 2007 | Kim Hjongsik (김형식, Kim Hyung-shik)  | Surgeon Bong Dal-hee        | SBS      |
| 44 | 2008 | I Jundzsong ( 이윤정, Lee Yoon-jung)   | Coffee Prince               | MBC      |
| 45 | 2009 | Pu Szongcshol (부성철, Boo Sung-chul)  | Star's Lover                | SBS      |
| 46 | 2010 | Ju Hjongi (유현기, Yoo Hyun-ki)        | Master of Study             | KBS      |
| 47 | 2011 | Kim Vonszok (김원석, Kim Won-seok)     | Sungkyunkwan Scandal        | KBS      |

### Legjobb új színész
| #  | Év   | Díjazott                                                              | Sorozat                                      | Csatorna |
| -- | ---- | --------------------------------------------------------------------- | -------------------------------------------- | -------- |
| 10 | 1974 | Kim Inmun (김인문, Kim In-moon)                                       | Mother                                       | TBC      |
| 11 | 1975 | Ku Cshungszo (구충서 , Gu Chung-seo) Hjon Szok (현석 , Hyun Seok)     | Our Mountains and Valleys Narcissus          | KBS MBC  |
| 15 | 1979 | Csong Donghvan ( 정동환, Jung Dong-hwan)                              | Goose                                        | KBS      |
| 16 | 1980 | Ju Incshon (유인촌, Yu In-chon)                                       | Lady Angukdong                               | MBC      |
| 19 | 1983 | Csong Hanjong (정한용, Jung Han-yong)                                 | Ordinary People                              | KBS      |
| 20 | 1984 | Kang Szogu (강석우, Kang Seok-woo)                                    | Ordinary People                              | KBS      |
| 21 | 1985 | Szon Cshangmin (손창민, Son Chang-min)                                | The People I Love Diary of a College Student | KBS      |
| 22 | 1986 | Cshö Dzseszong (최재성, Choi Jae-sung)                                | The Wild Horse Chasing the Stars             | KBS      |
| 23 | 1987 | Cshö Szanghun ( 최상훈, Choi Sang-hoon)                               | Namhansan Fortress                           | MBC      |
| 24 | 1988 | Csong Havan (정하완 , Jung Ha-wan)                                    | Plum Blossom                                 | KBS      |
| 25 | 1989 | Pak Szangvon (박상원, Park Sang-won)                                  | Human Market                                 | MBC      |
| 26 | 1990 | Kim Gapszu (김갑수, Kim Kap-soo)                                      | History Goes On                              | MBC      |
| 27 | 1991 | I Vonjong (이원용 , Lee Won-young)                                    | The Land of Water                            | KBS      |
| 28 | 1992 | Cshon Hodzsin (천호진, Chun Ho-jin)                                   | Love on a Jujube Tree                        | KBS      |
| 29 | 1993 | Szon Dzsicshang (손지창, Son Ji-chang)                                | Wind in the Grass                            | MBC      |
| 30 | 1994 | Csang Donggun (장동건, Jang Dong-gun)                                 | The Last Match                               | MBC      |
| 31 | 1995 | I Minu (이민우, Lee Min-woo) I Dzsongdzse (이정재, Lee Jung-jae)      | Cshonjang (춘향, Chunhyang) Sandglass        | KBS SBS  |
| 32 | 1996 | Csong Uszong (정우성, Jung Woo-sung) An Dzseuk (안재욱, Ahn Jae-wook) | Asphalt Man Love and War                     | SBS MBC  |
| 33 | 1997 | Csong Hungcshe (정흥채, Jung Heung-chae)                              | Im Kkokcsong (임꺽정, Im Kkeokjeong)         | SBS      |
| 34 | 1998 | I Szangin (이상인, Lee Sang-in)                                       | A Bluebird Has It                            | KBS      |
| 35 | 1999 | Csha Thehjon (차태현, Cha Tae-hyun)                                   | Sunflower                                    | MBC      |
| 36 | 2000 | An Dzsemo (안재모, Ahn Jae-mo) Jun Thejong (윤태영, Yoon Tae-young)   | The King and the Queen The Boss              | KBS MBC  |
| 37 | 2001 | Von Bin (원빈, Won Bin)                                               | Autumn in My Heart                           | KBS      |
| 38 | 2002 | Lju Szungbom (류승범, Ryoo Seung-bum)                                 | Wonderful Days                               | SBS      |
| 39 | 2003 | Jang Donggun ( 양동근, Yang Dong-geun)                                | Ruler of Your Own World                      | MBC      |
| 40 | 2004 | Kim Mindzsun (김민준, Kim Min-joon)                                   | Tamo                                         | MBC      |
| 41 | 2005 | Eric Mun (문정혁)                                                     | Super Rookie                                 | MBC      |
| 42 | 2006 | Cshon Dzsongmjong (천정명, Chun Jung-myung)                           | Fashion 70's                                 | SBS      |
| 43 | 2007 | Pak Hedzsin (박해진, Park Hae-jin)                                    | Famous Chil Princesses                       | KBS      |
| 44 | 2008 | Szong Cshangi (송창의, Song Chang-eui)                                | Golden Bride                                 | SBS      |
| 45 | 2009 | I Minho (이민호, Lee Min-ho)                                          | Szépek és gazdagok                           | KBS      |
| 46 | 2010 | Kim Namgil (김남길)                                                   | Queen Seondeok                               | MBC      |
| 47 | 2011 | Pak Jucshon (박유천, Park Yoochun)                                    | Sungkyunkwan Scandal                         | KBS      |
| 48 | 2012 | Csu Von (주원, Joo Won)                                               | Ojakgyo Brothers                             | KBS      |
| 49 | 2013 | I Hidzsun (이희준, Lee Hee-joon)                                      | My Husband Got a Family                      | KBS      |
| 50 | 2014 | Csong U (정우, Jung Woo)                                              | Reply 1994                                   | tvN      |
| 51 | 2015 | Im Sivan (임시완, Yim Si-wan)                                         | Miszeng (Misaeng)                            | tvN      |
| 52 | 2016 | Rju Dzsunjol (류준열, Ryu Jun-yeol)                                   | Reply 1988                                   | tvN      |
| 53 | 2017 | Kim Minszok (김민석, Kim Min-seok)                                    | Doctor Crush                                 | SBS      |
| 54 | 2018 | Jang Szedzsong (양세종, Yang Se-jong)                                 | Temperature of Love                          | SBS      |
| 55 | 2019 | Csang Gijong (장기용, Jang Gi-yong)                                   | Come and Hug Me                              | MBC      |
| 56 | 2020 | An Hjoszop (안효섭, An Hyo-seop)                                      | Dr. Romantic 2                               | SBS      |
| 57 | 2021 | I Dohjon (이도현, Lee Dohyeon)                                        | 18 Again (18 어게인)                         | JTBC     |

### Legjobb új színésznő
| #  | Év   | Díjazott                                                                 | Sorozat                                                | Csatorna |
| -- | ---- | ------------------------------------------------------------------------ | ------------------------------------------------------ | -------- |
| 10 | 1974 | Kim Jonge (김영애, Kim Young-ae)                                         | Queen Min                                              | MBC      |
| 13 | 1977 | 고두심 (Go Doo-shim)                                                     | Purity                                                 | MBC      |
| 14 | 1978 | Kim Bojon (김보연, Kim Bo-yeon)                                          | You                                                    | MBC      |
| 15 | 1979 | Kim Junmi (김윤미, Kim Yoon-mi)                                          | Face of a Woman                                        | TBC      |
| 16 | 1980 | Csong Eri (정애리, Jung Ae-ri)                                           | Set in the Lake Reman                                  | KBS      |
| 19 | 1983 | Szonu Unszok (선우은숙, Sunwoo Eun-sook)                                 | Flower Carriage                                        | KBS      |
| 20 | 1984 | Kang Szujon (강수연, Kang Soo-yeon)                                      | Diary of a College Student                             | KBS      |
| 21 | 1985 | Cshö Mjonggil (최명길, Choi Myung-gil)                                   | Bestseller Theater: Looking for a Woman                | MBC      |
| 22 | 1986 | Cshö Szona (최선아 , Choi Sun-ah) Ho Jundzsong (허윤정, Heo Yoon-jung)   | Flower Ring Grass                                      | KBS MBC  |
| 23 | 1987 | Kim Hie (김희애, Kim Hee-ae) Han Egjong ( 한애경 , Han Ae-kyung)         | A Woman's Heart The Boil                               | KBS MBC  |
| 24 | 1988 | Pak Szune (박순애, Park Soon-ae)                                         | Queen Inhyeon Faces from the City                      | MBC      |
| 25 | 1989 | Jun Juszon (윤유선, Yoon Yoo-sun)                                        | Land                                                   | KBS      |
| 26 | 1990 | Cshe Sira (채시라, Chae Shi-ra)                                          | Giant                                                  | MBC      |
| 27 | 1991 | Csong Szohi (장서희, Jang Seo-hee) O Jonszu (오연수, Oh Yeon-soo)        | That Woman The Dancing Gayageum                        | MBC      |
| 28 | 1992 | I Dzsina (이진아, Lee Jin-ah) Ko Hjondzsong (고현정, Go Hyun-jung)       | Barb Love on a Jujube Tree                             | SBS KBS  |
| 29 | 1993 | Kvon Szodzsong (권소정, Kwon So-jung) Ju Hodzsong (유호정, Yoo Ho-jeong) | Gwanchon Essay Yesterday's Green Grass                 | SBS KBS  |
| 30 | 1994 | Kim Dzsongnan (김정난, Kim Jung-nan) Sim Unha (심은하, Shim Eun-ha)      | Tomorrow Love The Last Match                           | KBS MBC  |
| 31 | 1995 | Kim Szonmin (김선민, Kim Sun-min) Sin Ungjong (신은경, Shin Eun-kyung)   | Farewell General Hospital                              | SBS MBC  |
| 32 | 1996 | Kim Hiszon (김희선, Kim Hee-sun)                                         | Men of the Bath House                                  | KBS      |
| 33 | 1997 | I Hjejong (이혜영, Lee Hye-young)                                        | First Love                                             | KBS      |
| 34 | 1998 | Kim Dzsijong (김지영, Kim Ji-young)                                      | You and I                                              | MBC      |
| 35 | 1999 | Mjong Szebin (명세빈, Myung Se-bin)                                      | Purity                                                 | KBS      |
| 36 | 2000 | Cshe Rim (채림, Chae Rim)                                                | I'm Still Loving You                                   | MBC      |
| 37 | 2001 | Ha Dzsivon (하지원, Ha Ji-won)                                           | Secret                                                 | MBC      |
| 38 | 2002 | Kong Hjodzsin (공효진, Gong Hyo-jin)                                     | Wonderful Days                                         | SBS      |
| 39 | 2003 | Csang Nara (장나라, Jang Na-ra)                                          | Successful Story of a Bright Girl                      | SBS      |
| 40 | 2004 | Han Dzsihje (한지혜, Han Ji-hye)                                         | Sweet 18                                               | KBS      |
| 41 | 2005 | I Dahe (이다해, Lee Da-hae)                                              | Heaven's Fate                                          | MBC      |
| 42 | 2006 | I Jonga ( 이영아, Lee Young-ah)                                          | Golden Apple                                           | KBS      |
| 43 | 2007 | Ko Ara (고아라, Go Ara)                                                  | Snow Flower                                            | SBS      |
| 44 | 2008 | I Dzsia (이지아, Lee Ji-ah)                                              | Legend                                                 | MBC      |
| 45 | 2009 | Im Juna (임윤아, Im Yoona)                                               | You Are My Destiny                                     | KBS      |
| 46 | 2010 | Hvang Dzsongum (황정음, Hwang Jung-eum)                                  | High Kick Through the Roof                             | MBC      |
| 47 | 2011 | Ju Inna (유인나, Yoo In-na)                                              | Secret Garden                                          | SBS      |
| 48 | 2012 | Uee (유이)                                                               | Ojakgyo Brothers                                       | KBS      |
| 49 | 2013 | Csong Undzsi (정은지, Jung Eun-ji)                                       | Reply 1997                                             | tvN      |
| 50 | 2014 | Pek Csinhi (백진희, Baek Jin-hee)                                        | A császárság kincse                                    | MBC      |
| 51 | 2015 | Ko Aszong (고아성, Go Ah-sung)                                           | Heard It Through the Grapevine                         | SBS      |
| 52 | 2016 | Kim Goun (김고은, Kim Go-eun)                                            | Cheese in the Trap                                     | tvN      |
| 53 | 2017 | I Szejong (이세영, Lee Se-yeong)                                         | Laurel Tree Tailors                                    | SBS      |
| 54 | 2018 | Ho Jul (허율, Heo Yul)                                                   | Mother                                                 | tvN      |
| 55 | 2019 | Kim Hjejun (김혜윤, Kim Hye-yun)                                         | Sky Castle                                             | jTBC     |
| 56 | 2020 | Kim Dami (김다미)                                                        | Bosszúra éhesen (Itaewon Class)                        | tvN      |
| 57 | 2021 | Pak Csuhjon (박주현, Park Ju-hyeon)                                      | Tanórán kívüli foglalkozás (인간수업, Extracurricular) | Netflix  |

### Legnépszerűbb színész
| #  | Év   | Díjazott | Sorozat                                                             |
| -- | ---- | --- | ------------------------------------------------------------------- |
| 34 | 1998 | Csha Inphjo (차인표, Cha In-pyo) Szong Szunghon (송승헌, Song Seung-hun)                                                                        | You and I                                                           |
| 35 | 1999 | Lju Sivon (류시원, Ryu Si-won) | Paper Crane                                                         |
| 36 | 2000 | Ju Donggun (유동근, Yoo Dong-geun) Cson Gvangnjol (전광렬, Jun Kwang-ryul)                                                                      | You Don't Know My Mind Ho Dzsun (허준, Hur Jun)                     |
| 37 | 2001 | Kang Szogu (강석우, Kang Seok-woo) |                                                                     |
| 38 | 2002 | Jun Thejong (윤태영, Yoon Tae-young) Pe Jongdzsun (배용준, Bae Yong-joon)                                                                       | --- Winter Sonata                                                   |
| 39 | 2003 | An Dzsemo ( 안재모, Ahn Jae-mo) Jun Thejong (윤태영, Yoon Tae-young)                                                                            | Rustic Period ---                                                   |
| 40 | 2004 | Rain Szo Dzsiszop (소지섭, So Ji-sub) | Sang Doo! Let's Go to School What Happened in Bali                  |
| 41 | 2005 | Cso Inszong (조인성, Jo In-sung) Eric Mun Kim Nevon (김래원, Kim Rae-won) Kang Dongvon (강동원, Kang Dong-won) I Donggon (이동건, Lee Dong-gun) | Spring Day Super Rookie Love Story in Harvard Magic Lovers in Paris |
| 42 | 2006 | Cso Hjondzse (조현재, Jo Hyun-jae) | Ballad of Seo Dong                                                  |
| 43 | 2007 | I Bomszu (이범수, Lee Beom-soo) | Surgeon Bong Dal-hee                                                |
| 44 | 2008 | Kang Dzsihvan (강지환, Kang Ji-hwan) | Hong Gildong                                                        |
| 45 | 2009 | Kim Hjondzsung (김현중, Kim Hyun-joong) | Szépek és gazdagok                                                  |
| 46 | 2010 | I Szunggi (이승기, Lee Seung-gi) | Brilliant Legacy                                                    |
| 47 | 2011 | Pak Jucshon (박유천, Park Yoochun) | Sungkyunkwan Scandal                                                |
| 48 | 2012 | Pak Jucshon (박유천, Park Yoochun) | Miss Ripley                                                         |
| 49 | 2013 | Pak Jucshon (박유천, Park Yoochun) | Missing You                                                         |
| 50 | 2014 | Kim Szuhjon (김수현, Kim Soo-hyun) | My Love from the Star                                               |
| 51 | 2015 | I Dzsongszok (이종석, Lee Jong-seok) | Pinocchio                                                           |
| 52 | 2016 | Szong Dzsunggi (송중기, Song Jung-gi) | Thejangi huje                                                       |
| 53 | 2017 | Pak Pogom (박보검, Park Bo-geom) | Kurumi kurin talbit                                                 |
| 54 | 2018 | Csong Hein (정해인, Jeong Hae-in) | Prison Playbook                                                     |
| 55 | 2019 | To Gjongszu (도경수, Do Gyeong-su) | 100 Days My Prince                                                  |
| 56 | 2020 | Hjon Bin (Hyeon Bin) | A szerelem siklóernyőn érkezik (Crash Landing on You)               |
| 57 | 2021 | Kim Szonho (Kim Seon-ho) |                                                                     |

| #  | Év   | Díjazott                                                              | Sorozat                                                  |
| -- | ---- | --------------------------------------------------------------------- | -------------------------------------------------------- |
| 34 | 1998 | I Miszuk (이미숙, Lee Mi-sook)                                        | Snail                                                    |
| 35 | 1999 | Kvon Una (권은아, Kwon Eun-ah) Szong Juna (송윤아, Song Yun-ah)       | Szagvangva sinsza (사관과신사, Sagwangwa sinsa) Mister Q |
| 36 | 2000 | Kim Hiszon (김희선, Kim Hee-sun)                                      | Tomato                                                   |
| 37 | 2001 | Szong Hjegjo (송혜교, Song Hye-kyo) Cson Inhva (전인화, Jeon In-hwa)  | Autumn in My Heart Ladies of the Palace                  |
| 38 | 2002 | So Yoo-jin (소유진, Szo Judzsin) Cshö Dzsiu (최지우, Choi Ji-woo)     | Rival Winter Sonata                                      |
| 39 | 2003 | Kim Vonhi (김원희, Kim Won-hee)                                       |                                                          |
| 40 | 2004 | Jang Migjong (양미경, Yang Mi-kyung) Cshö Dzsiu (최지우, Choi Ji-woo) | A palota ékköve Stairway to Heaven                       |
| 41 | 2005 | Kim Thehi (김태희, Kim Tae-hee)                                       | Love Story in Harvard                                    |
| 42 | 2006 | Hjon Jong (현영, Hyun Young)                                          | Bad Family                                               |
| 43 | 2007 | Han Jeszul (한예슬, Han Ye-seul)                                      | Fantasy Couple                                           |
| 44 | 2008 | Szong Juri (성유리, Sung Yu-ri)                                       | Hong Gil-dong                                            |
| 45 | 2009 | Im Juna (임윤아, Im Yoona)                                            | You Are My Destiny                                       |
| 46 | 2010 | Im Juna (임윤아, Im Yoona)                                            | Cinderella Man                                           |
| 47 | 2011 | Mun Gunjong (문근영, Moon Geun-young)                                 | Cinderella's Sister                                      |
| 48 | 2012 | Pak Sinhje (박신혜, Park Shin-hye)                                    | Heartstrings                                             |
| 49 | 2013 | Kvon Juri (권유리, Kwon Yuri)                                         | Fashion King                                             |
| 50 | 2014 | Pak Sinhje (박신혜, Park Shin-hye)                                    | The Heirs                                                |
| 51 | 2015 | Krystal                                                               | My Lovely Girl                                           |
| 52 | 2016 | Szong Hjegjo (송혜교, Song Hye-gyo)                                   | Thejangi huje                                            |
| 53 | 2017 | Kim Judzsong (김유정, Kim Yu-jeong)                                   | Kurumi kurin talbit                                      |
| 54 | 2019 | Pe Szudzsi (배수지, Bae Suji)                                         | While You Were Sleeping                                  |
| 55 | 2019 | I Dzsiun (이지은, Lee Ji-eun)                                         | My Mister                                                |
| 56 | 2020 | Szon Jedzsin (손예진, Son Ye-jin)                                     | A szerelem siklóernyőn érkezik (Crash Landing on You)    |
| 57 | 2021 | Szo Jedzsi (So Ye-ji)                                                 |                                                          |

### Legjobb férfi szereplő szórakoztató műsorban
| #  | Év   | Díjazott                                   | Műsor                                                                                  |
| -- | ---- | ------------------------------------------ | -------------------------------------------------------------------------------------- |
| 34 | 1998 | Kim Hjonggon (김형곤, Kim Hyung-Gon)       | Sjo! Hengunul csabara (쇼! 행운을 잡아라, Shyo! Haenguneul jabara)                     |
| 35 | 1999 | Nam Hiszok (남희석, Nam Hee-suk)           | Good Friends                                                                           |
| 36 | 2000 | Sim Hjonszop (심현섭, Shim Hyun-sub)       | Gag Concert                                                                            |
| 37 | 2001 | Kim Jongman (김용만, Kim Yong-man)         | Sunday Night                                                                           |
| 38 | 2002 | Kang Szongbom (강성범, Kang Sung-beom)     | Gag Concert                                                                            |
| 39 | 2003 | Kang Hodong (강호동)                       | Soulmates                                                                              |
| 40 | 2004 | Kim Dzsedong (김제동, Kim Je-dong)         | Happy Together                                                                         |
| 41 | 2005 | Cultwo (컬투)                              | People Looking for a Laugh                                                             |
| 42 | 2006 | Ju Dzseszok (유재석, Yoo Jae-suk)          | Good Sunday                                                                            |
| 43 | 2007 | Csong Dzsongcshol (정종철, Jung Jong-chul) | Gag Concert                                                                            |
| 44 | 2008 | Pak Mjongszu (Park Myung-soo)              | Happy Together                                                                         |
| 45 | 2009 | Kim Bjongman (김병만, Kim Byung-man)       | Gag Concert                                                                            |
| 46 | 2010 | Pak Szongho (박성호, Park Sung-ho)         | Gag Concert                                                                            |
| 47 | 2011 | I Szugun (이수근, Lee Su-geun)             | 2 Days & 1 Night                                                                       |
| 48 | 2012 | Kim Dzsunhjon (김준현, Kim Joon-hyun)      | Gag Concert                                                                            |
| 49 | 2013 | Kim Bjongman (김병만, Kim Byung-man)       | Law of the Jungle                                                                      |
| 50 | 2014 | Sin Dongjop (신동엽, Shin Dong-yup)        | Witch Hunt                                                                             |
| 51 | 2015 | Cson Hjonmu (전현무, Jeon Hyeon-mu)        | Non-Summit, I Live Alone                                                               |
| 52 | 2016 | Kim Gura (김구라)                          | My Little Television                                                                   |
| 53 | 2017 | Jang Szehjong (양세형, Yang Se-hyeong)     | Scene Stealer - Drama War                                                              |
| 54 | 2018 | Szo Dzsanghun (서장훈, Seo Jang-hun)       | Knowing Bros, Same Bed, Different Dreams 2: You Are My Destiny                         |
| 55 | 2019 | Cson Hjonmu (전현무, Jeon Hyeon-mu)        | I Live Alone                                                                           |
| 56 | 2020 | Ju Dzseszok (유재석, Yoo Jae-suk)          | Hangout with Yoo                                                                       |
| 57 | 2021 | I Szunggi (Lee Seung-gi)                   | Csipszabu ilcshe (Jibsabu ilche) (집사부일체, Master in the House), Megvagy! (Busted!) |

### Legjobb női szereplő szórakoztató műsorban
| #  | Év   | Díjazott                                                     | Műsor                                                                                                |
| -- | ---- | ------------------------------------------------------------ | --- |
| 34 | 1998 | Kim Hjodzsin (김효진, Kim Hyo-jin)                           | HjumonTV csulgoun szujoil (휴먼TV 즐거운 수요일, HyumeonTV jeulgeoun suyoil)                         |
| 35 | 1999 | Kim Hjodzsin (김효진, Kim Hyo-jin)                           | Theme Game                                                                                           |
| 36 | 2000 | Pak Miszon (박미선, Park Mi-sun)                             | Soonpoong Clinic                                                                                     |
| 37 | 2001 | Pak Kjongnim (박경림, Park Kyung-lim)                        | Csonphagjonmunnok (전파견문록, Jeonpagyeonmunrok)                                                    |
| 38 | 2002 | Kim Mihva (김미화, Kim Mi-hua)                               | Gag Concert                                                                                          |
| 39 | 2003 | Kim Dzsiszon (김지선 , Kim Ji-sun)                           | Gag Concert                                                                                          |
| 40 | 2004 | Cso Hjerjon (조혜련, Jo Hye-ryun)                            | Comedy House                                                                                         |
| 41 | 2005 | Pak Hidzsin (박희진, Park Hee-jin)                           | Hello Franceska                                                                                      |
| 42 | 2006 | Kim Sinjong (김신영 , Kim Shin-young)                        | People Looking for a Laugh                                                                           |
| 43 | 2007 | Kim Mirjo (김미려, Kim Mi-ryeo)                              | It's a Gag                                                                                           |
| 44 | 2008 | Sin Bongszon (신봉선, Shin Bong-sun)                         | Happy Together                                                                                       |
| 45 | 2009 | Pak Miszon (박미선, Park Mi-sun)                             | Sunday Night                                                                                         |
| 46 | 2010 | Kang Jumi (강유미, Kang Yoo-mi) An Jumi (안유미, Ahn Yoo-mi) | Gag Concert                                                                                          |
| 47 | 2011 | Kim Vonhi (김원희, Kim Won-hee)                              | Come to Play                                                                                         |
| 48 | 2012 | Pak Haszon (박하선, Park Ha-sun)                             | High Kick 3: Revenge of the Short Legged                                                             |
| 49 | 2013 | Sin Bora (신보라, Shin Bo-ra)                                | Gag Concert                                                                                          |
| 50 | 2014 | Kim Jonghi (김영희, Kim Young-hee)                           | Gag Concert                                                                                          |
| 51 | 2015 | I Gukcsu (이국주, Lee Guk-ju)                                | Roommate, Comedy Big League                                                                          |
| 52 | 2016 | Kim Szuk (김숙, Kim Suk)                                     | With You                                                                                             |
| 53 | 2017 | Pak Nare (박나래, Park Na-rae)                               | I Live Alone                                                                                         |
| 54 | 2018 | Szong Uni (송은이, Song Eun-i)                               | Omniscient Interfering View                                                                          |
| 55 | 2019 | I Jongdzsa (이영자, Lee Yeong-ja)                            | Omniscient Interfering View                                                                          |
| 56 | 2020 | Pak Nare (박나래, Park Na-rae)                               | I Live Alone                                                                                         |
| 57 | 2021 | Csang Dojon (장도연, Jang Do-yeon)                           | I Live Alone, 1hoga tvel szun opszo (1hoga doel sun eobseo) (1호가 될 순 없어Don't be the First One) |

### Legjobb új előadó szórakoztató műsorban
| #  | Év   | Díjazott                               | Műsor       |
| -- | ---- | -------------------------------------- | ----------- |
| 36 | 2000 | Kim Jongcshol (김영철, Kim Young-chul) | Gag Concert |
| 37 | 2001 | Pak Szongho (박성호, Park Sung-ho)     | Gag Concert |

### Legnépszerűbb előadó szórakoztató műsorban
| #  | Év   | Díjazott                               | Műsor                                                           |
| -- | ---- | -------------------------------------- | --------------------------------------------------------------- |
| 36 | 2000 | Seo Kyung-seok (서경석, Szo Gjongszok) | Joginun khomidibonbu (여기는 코미디본부, Yeogineun komidibonbu) |
| 37 | 2001 | teljes stáb                            | Homu keguthim (허무개그팀, Heomu gaegeutim)                     |

### Technikai díj
| #  | Év   | Díjazott                                                       | Műsor                    |
| -- | ---- | -------------------------------------------------------------- | ------------------------ |
| 34 | 1998 | Jelmeztervezők                                                 | Tears of the Dragon      |
| 54 | 2018 | Cshö Szungu (최성우, Choi Seong-u) (díszlettervező)            | Journey on Foot (순례)   |
| 55 | 2019 | Pak Szongdzsin (박성진, Park Seong-jin) (speciális effektusok) | Memories of the Alhambra |
| 56 | 2020 | Csang Jonok (장연옥 , Jang Yeon-ok) (művészet)                 | Great Escape 3           |
| 57 | 2021 | Cso Szanggjong (조상경, Jo Sang-gyeong) (jelmeztervező)        | Gyógyító szerelem        |

### Kiemelkedő teljesítményért járó díj
| #  | Év   | Díjazott                          | Műsor            |
| -- | ---- | --------------------------------- | ---------------- |
| 39 | 2003 |                                   | Star Golden Bell |
| 44 | 2008 | Szong He (송해, Song Hae)         | Korea Sings      |
| 45 | 2009 | I Szundzse (이순재, Lee Soon-jae) | Mom's Dead Upset |

### Legjobb eredeti betétdal
| #  | Év   | Dal címe   | Előadó | Sorozat               |
| -- | ---- | ---------- | ------ | --------------------- |
| 50 | 2014 | My Destiny | Lyn    | My Love from the Star |

## Színházi díjak

### Legjobb színdarab
| #  | Év   | Díjazott                                                                    |
| -- | ---- | --------------------------------------------------------------------------- |
| 57 | 2021 | Urinun nongdami (ani)ja (Urineun nongdami (ani)ya) (우리는 농담이 (아니)야) |

### Legjobb rövid színdarab
| #  | Év   | Díjazott |
| -- | ---- | --- |
| 57 | 2021 | 2021 Tehak szuhak nungnjok sihom thonghapszahöthamgu jongjok (2021 Daehak suhak neungnyeok siheom tonghabsahoetamgu yeongyeok) (2021 대학수학능력시험 통합사회탐구 영역) |

### Legjobb színpadi színész
| #  | Év   | Díjazott                             | Színdarab                                                                   |
| -- | ---- | ------------------------------------ | --------------------------------------------------------------------------- |
| 57 | 2021 | Cshö Szundzsin (최순진, Choi Sunjin) | Urinun nongdami (ani)ja (Urineun nongdami (ani)ya) (우리는 농담이 (아니)야) |

### Legjobb színpadi színésznő
| #  | Év   | Díjazott                           | Színdarab |
| -- | ---- | ---------------------------------- | --------- |
| 57 | 2021 | I Bongnjon (이봉련, Lee Bongnyeon) | Hamlet    |

## Egyéb díjak
| #  | Év   | Díjazott                             |
| -- | ---- | ------------------------------------ |
| 46 | 2010 | Szon Jedzsin (손예진, Son Ye-jin)    |
| 47 | 2011 | I Mindzsong (이민정, Lee Min-jung)   |
| 50 | 2014 | Cson Dzsihjon (전지현, Jun Ji-hyun)  |
| 51 | 2015 | I Dzsongdzse (이정재, Lee Jeong-jae) |
| 51 | 2015 | Sin Mina (신민아)                    |
| 52 | 2016 | Pak Bogom (박보검, Park Bo-geom)     |
| 52 | 2016 | Pe Szudzsi (배수지, Bae Su-ji)       |
| 53 | 2017 | Kim Hanul (김하늘, Kim Ha-neul)      |

### Fashionista díj
| #  | Év   | Díjazott                      |
| -- | ---- | ----------------------------- |
| 50 | 2014 | Kim Hie (김희애, Kim Hee-ae)  |
| 50 | 2014 | Im Sivan (임시완, Yim Si-wan) |

### iQiyi Star Award
| #  | Év   | Díjazott                              |
| -- | ---- | ------------------------------------- |
| 51 | 2015 | I Minho (Lee Min-ho) (이민호)         |
| 51 | 2015 | Pak Sinhje (Park Shin-hye) (박신혜)   |
| 52 | 2016 | Szong Dzsunggi (송중기, Song Jung-gi) |
| 52 | 2016 | Szong Hjegjo (송혜교, Song Hye-gyo)   |

### Bazaar Icon Award
| #  | Év   | Díjazott                         |
| -- | ---- | -------------------------------- |
| 54 | 2018 | Nana                             |
| 56 | 2020 | Szo Dzsihje (서지혜, Seo Ji-hye) |

### Társadalmi tevékenységért díj
| #  | Év   | Díjazott                         |
| -- | ---- | -------------------------------- |
| 49 | 2013 | An Szonggi (안성기, Ahn Sung-ki) |

### Életműdíj
| #  | Év   | Díjazott                                      |
| -- | ---- | --------------------------------------------- |
| 34 | 1998 | Cson Thegi (전택이, Jeon Taek-yi)             |
| 39 | 2003 | I Thevon (이태원, Lee Tae-won)                |
| 45 | 2009 | I Szundzse (이순재, Lee Soon-jae)             |
| 46 | 2010 | Pe Szamnjong (배삼룡, Bae Sam-ryong)          |
| 47 | 2011 | Sin Szongil (신성일, Shin Sung-il)            |
| 53 | 2017 | Kim Jonge (김영애, Kim Yeong-ae) (posztumusz) |

## Fordítás
- Ez a szócikk részben vagy egészben  a   PaekSang Arts Awards című angol Wikipédia-szócikk fordításán alapul.  Az eredeti cikk szerkesztőit annak laptörténete sorolja fel. Ez a jelzés csupán a megfogalmazás eredetét és a szerzői jogokat jelzi, nem szolgál a cikkben szereplő információk forrásmegjelöléseként.